# Schnellfahrstrecke Wendlingen–Ulm
| Linienführung der Schnellfahrstrecke Wendlingen–Ulm |                                                                 |                                                            |                                                            |
| Streckennummer (DB): | 4813 (Stuttgart-Feuerbach–Ulm)                                  |                                                            |                                                            |
| Kursbuchstrecke (DB): | 750.1                                                           |                                                            |                                                            |
| Streckenlänge: | 59,575 km                                                       |                                                            |                                                            |
| Spurweite: | 1435 mm (Normalspur)                                            |                                                            |                                                            |
| Streckenklasse: | D4                                                              |                                                            |                                                            |
| Stromsystem: | 15 kV 16,7 Hz ~                                                 |                                                            |                                                            |
| Maximale Neigung: | in Ulm Hbf: 35 ‰ freie Strecke: 31 ‰ (Ausnahmewert), sonst 25 ‰ |                                                            |                                                            |
| Minimaler Radius: | 2305 m                                                          |                                                            |                                                            |
| Streckengeschwindigkeit: | 250 km/h                                                        |                                                            |                                                            |
| Zugbeeinflussung: | ETCS Level 2 ohne Signale                                       |                                                            |                                                            |
| Zweigleisigkeit: | Üst Nabern–Ulm Hbf, ab 2026 durchgehend                         |                                                            |                                                            |
| |                                                                 |                                                            |                                                            |
| \| \| \| von Stuttgart \| \| \| \| 29,314 \| Neckarbrücke Wendlingen (136 m) \| Neckarbrücke Wendlingen (136 m) \| \| \| \| Plochingen–Immendingen \| \| \| \| \| Abzw Neckartal \| \| \| \| \| nach Abzw Oberboihingen (Wendlinger Kurve) \| \| \| \| 30,168 \| Westportal Albvorlandtunnel (8174 m) \| Westportal Albvorlandtunnel (8174 m) \| \| \| \| von Wendlingen (Güterzuganbindung) \| \| \| \| 30,537 \| Wendlingen Rübholz (Abzw) \| Wendlingen Rübholz (Abzw) \| \| \| \| Wendlingen (Neckar)–Oberlenningen \| \| \| \| 38,342 \| Ostportal Albvorlandtunnel \| Ostportal Albvorlandtunnel \| \| \| 38,785 \| Nabern (Üst) \| Nabern (Üst) \| \| \| \| Eisenbahnüberführung Lindach \| \| \| \| \| Kirchheim (Teck) Süd–Weilheim (Teck) \| \| \| \| 43,320 \| Tunnel Aichelberg (252 m) \| Tunnel Aichelberg (252 m) \| \| \| 45,367 \| Boßlertunnel (8808 m) \| Boßlertunnel (8808 m) \| \| \| 54,180 \| Filstalbrücke (485/472 m), Geislingen (Steige)–Wiesensteig \| Filstalbrücke (485/472 m), Geislingen (Steige)–Wiesensteig \| \| \| 54,651 \| Steinbühltunnel (4847 m) \| Steinbühltunnel (4847 m) \| \| \| 59,962 \| Tunnel unter der BAB 8 (378 m) \| Tunnel unter der BAB 8 (378 m) \| \| \| 60,845 \| Merklingen-Widderstall (Üst)[5][6] \| Merklingen-Widderstall (Üst)[5][6] \| \| \| 61,225 \| Tunnel Widderstall (962 m) \| Tunnel Widderstall (962 m) \| \| \| 63,866 \| Merklingen – Schwäbische Alb \| Merklingen – Schwäbische Alb \| \| \| \| Amstetten–Laichingen (bis 1985) \| \| \| \| 65,012 \| Tunnel Merklingen (384 m) \| Tunnel Merklingen (384 m) \| \| \| 72,721 \| Tunnel Imberg (499 m) \| Tunnel Imberg (499 m) \| \| \| 81,977 \| Portal Dornstadt \| Portal Dornstadt \| \| \| \| Albabstiegstunnel (5897 m) \| \| \| \| \| Ulm Hbf Em Nord–Ulm Rbf \| \| \| \| 87,874 \| Portal Ulm \| Portal Ulm \| \| \| \| von Stuttgart \| \| \| \| \| von Aalen \| \| \| \| \| von Sigmaringen \| \| \| \| 89,373 \| Ulm Hbf \| Ulm Hbf \| \| \| \| nach Friedrichshafen \| \| \| \| \| nach Neu-Ulm \| \| \| \| \| nach Augsburg \| \| \| \| \| \| \| \| Quellen: [7][8][9] \| \| \| \| |                                                                 |                                                            |                                                            |
| Strecke (außer Betrieb) |                                                                 | von Stuttgart                                              | von Stuttgart                                              |
| Brücke über Wasserlauf (Strecke außer Betrieb) | 29,314                                                          | Neckarbrücke Wendlingen (136 m)                            | Neckarbrücke Wendlingen (136 m)                            |
| Kreuzung geradeaus oben (Strecke geradeaus außer Betrieb) |                                                                 | Plochingen–Immendingen                                     | Plochingen–Immendingen                                     |
| Blockstelle (Strecke außer Betrieb) |                                                                 | Abzw Neckartal                                             | Abzw Neckartal                                             |
| Abzweig geradeaus und nach rechts (Strecke außer Betrieb) |                                                                 | nach Abzw Oberboihingen (Wendlinger Kurve)                 | nach Abzw Oberboihingen (Wendlinger Kurve)                 |
| Tunnelanfang (Strecke außer Betrieb) | 30,168                                                          | Westportal Albvorlandtunnel (8174 m)                       | Westportal Albvorlandtunnel (8174 m)                       |
| Abzweig ehemals geradeaus und von links (im Tunnel) |                                                                 | von Wendlingen (Güterzuganbindung)                         | von Wendlingen (Güterzuganbindung)                         |
| Blockstelle (im Tunnel) | 30,537                                                          | Wendlingen Rübholz (Abzw)                                  | Wendlingen Rübholz (Abzw)                                  |
| Kreuzung mit oberirdischer Strecke (im Tunnel) |                                                                 | Wendlingen (Neckar)–Oberlenningen                          | Wendlingen (Neckar)–Oberlenningen                          |
| Tunnelende | 38,342                                                          | Ostportal Albvorlandtunnel                                 | Ostportal Albvorlandtunnel                                 |
| Überleitstelle / Spurwechsel | 38,785                                                          | Nabern (Üst)                                               | Nabern (Üst)                                               |
| Brücke über Wasserlauf |                                                                 | Eisenbahnüberführung Lindach                               | Eisenbahnüberführung Lindach                               |
| Kreuzung geradeaus oben (Querstrecke außer Betrieb) |                                                                 | Kirchheim (Teck) Süd–Weilheim (Teck)                       | Kirchheim (Teck) Süd–Weilheim (Teck)                       |
| Tunnel | 43,320                                                          | Tunnel Aichelberg (252 m)                                  | Tunnel Aichelberg (252 m)                                  |
| Tunnel | 45,367                                                          | Boßlertunnel (8808 m)                                      | Boßlertunnel (8808 m)                                      |
| Kreuzung geradeaus oben (Querstrecke außer Betrieb) | 54,180                                                          | Filstalbrücke (485/472 m), Geislingen (Steige)–Wiesensteig | Filstalbrücke (485/472 m), Geislingen (Steige)–Wiesensteig |
| Tunnel | 54,651                                                          | Steinbühltunnel (4847 m)                                   | Steinbühltunnel (4847 m)                                   |
| Tunnel | 59,962                                                          | Tunnel unter der BAB 8 (378 m)                             | Tunnel unter der BAB 8 (378 m)                             |
| Überleitstelle / Spurwechsel | 60,845                                                          | Merklingen-Widderstall (Üst)                               | Merklingen-Widderstall (Üst)                               |
| Tunnel | 61,225                                                          | Tunnel Widderstall (962 m)                                 | Tunnel Widderstall (962 m)                                 |
| Bahnhof | 63,866                                                          | Merklingen – Schwäbische Alb                               | Merklingen – Schwäbische Alb                               |
| Kreuzung (Querstrecke außer Betrieb) |                                                                 | Amstetten–Laichingen (bis 1985)                            | Amstetten–Laichingen (bis 1985)                            |
| Tunnel | 65,012                                                          | Tunnel Merklingen (384 m)                                  | Tunnel Merklingen (384 m)                                  |
| Tunnel | 72,721                                                          | Tunnel Imberg (499 m)                                      | Tunnel Imberg (499 m)                                      |
| Tunnelanfang | 81,977                                                          | Portal Dornstadt                                           | Portal Dornstadt                                           |
| Strecke (im Tunnel) |                                                                 | Albabstiegstunnel (5897 m)                                 | Albabstiegstunnel (5897 m)                                 |
| Kreuzung mit oberirdischer Strecke (im Tunnel) |                                                                 | Ulm Hbf Em Nord–Ulm Rbf                                    | Ulm Hbf Em Nord–Ulm Rbf                                    |
| Tunnelende | 87,874                                                          | Portal Ulm                                                 | Portal Ulm                                                 |
| Abzweig geradeaus und von links |                                                                 | von Stuttgart                                              | von Stuttgart                                              |
| Abzweig geradeaus und von links |                                                                 | von Aalen                                                  | von Aalen                                                  |
| Abzweig geradeaus und von rechts |                                                                 | von Sigmaringen                                            | von Sigmaringen                                            |
| Bahnhof | 89,373                                                          | Ulm Hbf                                                    | Ulm Hbf                                                    |
| Abzweig geradeaus und nach rechts |                                                                 | nach Friedrichshafen                                       | nach Friedrichshafen                                       |
| Abzweig geradeaus und nach rechts |                                                                 | nach Neu-Ulm                                               | nach Neu-Ulm                                               |
| Strecke |                                                                 | nach Augsburg                                              | nach Augsburg                                              |
| |                                                                 |                                                            |                                                            |
| Quellen: |                                                                 |                                                            |                                                            |

Die Schnellfahrstrecke Wendlingen–Ulm ist eine Eisenbahnschnellfahrstrecke zwischen Wendlingen am Neckar in der Nähe von Stuttgart und Ulm für den Personenfern- und -nahverkehr, die auch eingeschränkt für den Güterverkehr nutzbar ist. Die Strecke dient der Querung der Schwäbischen Alb mit Geschwindigkeiten von bis zu 250 km/h und ist neben Stuttgart 21 Teil des Bahnprojekts Stuttgart–Ulm. Zusammen mit dem noch im Bau befindlichen Abschnitt Stuttgart–Wendlingen misst sie 84,8 Kilometer. 50,7 Prozent (30,2 Kilometer) der 59,6 Kilometer langen Strecke liegen in Tunneln. Die Strecke war als Neu- und Ausbaustrecke Stuttgart–Augsburg bereits im vordringlichen Bedarf des Bundesverkehrswegeplans 2003 enthalten und ist Teil der „Vorrangigen Achse Nr. 17“ der Transeuropäischen Netze (Paris–Budapest/Bratislava, so genannte „Magistrale für Europa“) und deren Rhein-Donau-Korridor. Die Strecke übernimmt den Fernverkehr von der Filstalbahn Stuttgart–Ulm; diese erlaubt zwar bis zu 160 km/h, wegen zahlreicher enger Kurven sind im Bereich des Albaufstieges auf der Geislinger Steige lediglich 70 km/h möglich.
Vorbereitende Bauarbeiten begannen im Herbst 2010. Die Inbetriebnahme im Planverkehr erfolgte am 11. Dezember 2022. Bis zur 2026 geplanten Inbetriebnahme von Stuttgart 21 ist nur ein eingeschränkter Betrieb möglich. Die Gesamtkosten des Projekts wurden 2022 mit 3,99 Milliarden Euro angegeben.

## Überblick
Die Strecke schließt in östlicher Richtung an das Projekt Stuttgart 21 an und beginnt dabei am westlichen Widerlager der Neckarbrücke Wendlingen, ist aber im Bereich Wendlingen bis 2026 nur über die sogenannte Güterzuganbindung mit dem Bestandsnetz verbunden. Anschließend verläuft sie in weiten Teilen parallel zur Bundesautobahn 8, bis sie letztlich in den Hauptbahnhof Ulm einfädelt.

### Verlauf

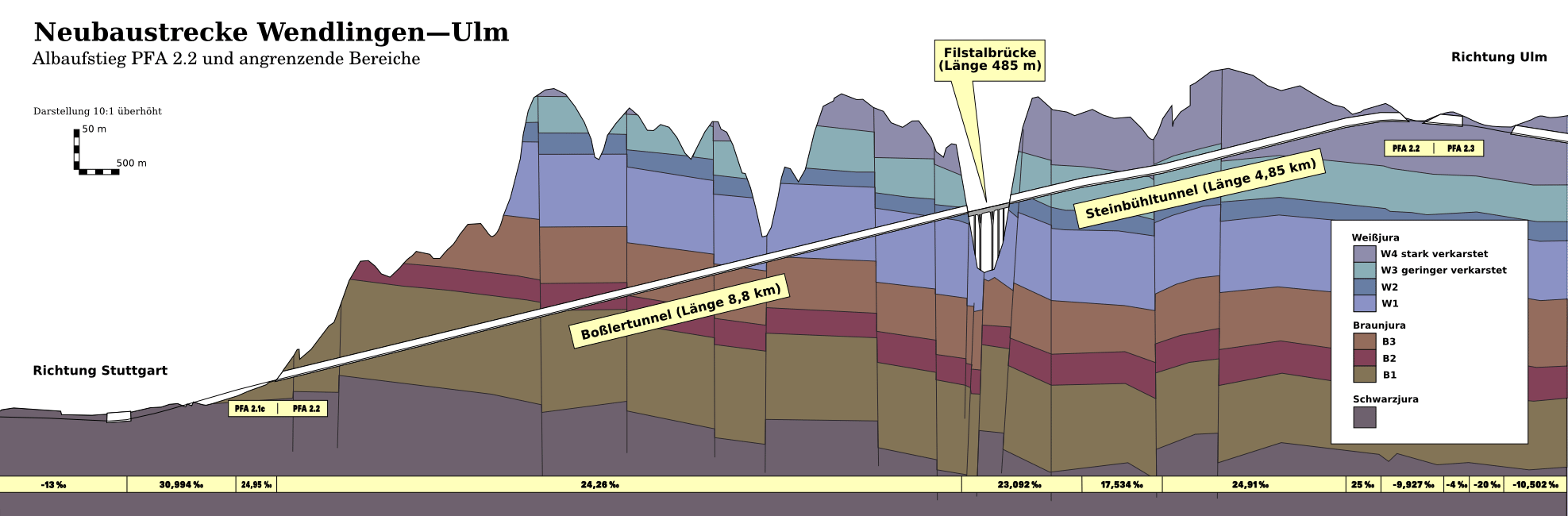
Der kritische Steigungsabschnitt beginnt in Streckenkilometer 37 mit einer Steigung von 30,99 ‰ über 1,47 Kilometer und setzt sich mit Steigungen zwischen 17,5 und 25 ‰ bis zum Erreichen der Albhochfläche (km 53) fort.

Im Bereich der Wendlinger Kurve tritt die Strecke in den Albvorlandtunnel (8,2 Kilometer) ein. In der Röhre unterquert sie die Autobahn zweifach und tritt südwestlich von Kirchheim unter Teck an die Oberfläche. Südlich weitgehend parallel zur Autobahn verläuft sie hier in südost-östlicher Richtung. Nach Unterfahrung der Autobahnraststätte Vor dem Aichelberg schwenkt die Strecke von der Autobahn ab und verläuft in einem größeren Bogenhalbmesser mehrere hundert Meter südlich dieser. Im Waldgebiet Ziegelrain verschwindet die Trasse im Boßlertunnel. Mittels der rund 8,7 Kilometer langen Röhre, der anschließenden Filstalbrücke (ca. 485 Meter) und dem folgenden Steinbühltunnel (4,8 Kilometer) erklimmt die Strecke mit Steigungen von etwa 24 bis 31 ‰ die Schwäbische Alb bis auf eine Höhe von 746 m ü. NN im Steinbühltunnel bei Hohenstadt. Dieser Punkt ist zugleich der höchste Punkt einer Schnellfahrstrecke in Deutschland. Nördlich von Laichingen tritt sie wieder an die Oberfläche und folgt, weitgehend flach, der A 8 in südöstlicher Richtung. Zwischen Dornstadt und Lehr verlässt die Strecke die Parallellage und verläuft im Albabstiegstunnel (5,9 Kilometer) in einer südöstlichen 90-Grad-Kurve und erreicht den Bahnknoten Ulm in südlicher Richtung.
Insgesamt 30 der 61 Kilometer langen Strecke verlaufen in fünf Tunneln. Außerdem sind fünf Unterfahrungen von weniger als 500 Metern Länge enthalten. Oberirdisch verläuft die Strecke zumeist parallel zur A 8. Von den 61 Kilometern sind nur rund 11 Kilometer in Geländegleichlage. Der Regelquerschnitt der zweigleisigen Strecke beträgt 13,30 Meter, in Bündelungsbereichen mit der Autobahn beträgt der Schulterabstand zwischen Autobahn und Schnellfahrstrecke 19,75 Meter. Insgesamt entstanden 20 Brücken und 17 Eisenbahnüberführungen. Die Strecke führt in die Bahnsteiggleise 1 und 2 des Ulmer Hauptbahnhofs, der dafür umgebaut wurde.

### Trassierung
Die Strecke steigt von ihrem niedrigsten Punkt bei Wendlingen 276 m ü. NN zu ihrem höchsten Punkt am östlichen Portal des Steinbühltunnels (746 m ü. NN) um 470 Meter an und fällt anschließend zum Hauptbahnhof Ulm wieder um 268 Meter auf 478 m ü. NN ab.
Die 1994 geplante Trassierung sah einen Anstieg der Gradiente von durchschnittlich 24,47 ‰ auf einer Länge von 15,91 Kilometern vor, mit einer maximalen Steigung von 30,99 ‰ auf einer Länge von 1,47 Kilometern. Der Beginn des Albaufstiegs (Richtung Ulm) liegt bei 361 m ü. NN (Bau-km 39,3), der Sattelpunkt bei 750 m ü. NN (Bau-km 55,2), der Abstieg Richtung Ulm verläuft mit teils 13,5 ‰ flacher. Kurz vor Einfahrt in Ulm Hauptbahnhof wird eine Steigung von 35 ‰ über eine Länge von 177 Metern erreicht. Gegenüber der Bestandsstrecke ist demnach eine um wenigstens 160 Meter größere Höhendifferenz zu überwinden.
Züge des Schienenpersonenfernverkehrs verkehren auf der Strecke überwiegend mit 250 km/h.
Die zulässige Geschwindigkeit auf der Strecke liegt außerhalb des Knotens Ulm bei durchgängig 250 km/h. In Ulm sind teils geringere Geschwindigkeiten zulässig. Eine optimierte Trassierung hätte in weiten Teilen mehr als 250 km/h, bis zu 300 km/h zugelassen. Durch Vergrößerung dreier, überwiegend im Tunnel liegender Bögen hätte der Großteil der Strecke für 300 km/h trassiert werden können. Die Trassierung der Einbindung in Ulm wurde während der Bauausführung optimiert und lässt damit bis zu 30 km/h höhere Geschwindigkeiten zu.

### Abschnitte
Das Projekt Neubaustrecke Wendlingen–Ulm bildete den Planfeststellungsbereich 2 der Neu- und Ausbaustrecke Stuttgart–Augsburg und war wiederum in fünf Planfeststellungsabschnitte unterteilt:
- Abschnitt 2.1 a/b schließt bei Wendlingen am Neckar an den Abschnitt 1.4 des Projekts Stuttgart 21 an.[19] Der Antrag auf Planfeststellung wurde am 23. Dezember 2005 gestellt. In den Jahren 2007 bis 2009 wurden die Planunterlagen überarbeitet. In das Verfahren gingen insgesamt neun Planänderungsverfahren ein. Die Auslegung erfolgte vom 14. April bis 13. Mai 2009. Der Erörterungstermin fand am 26. und 27. Januar 2010 in Kirchheim unter Teck statt, das Anhörungsverfahren wurde im März 2014 abgeschlossen. Der Beschluss erging mit Datum vom 23. März 2015[20] und ist seit dem 1. Juni 2015 rechtskräftig.[21]
- Abschnitt 2.1 c (Albvorland) ist der daran anschließende Abschnitt, der parallel zur Autobahn A 8 zwischen Weilheim und Aichelberg[22] verlaufen soll. Der Planfeststellungsbeschluss wurde – als erster Abschnitt des Gesamtprojekts Stuttgart–Ulm[23] – am 13. August 1999 erlassen und ist seit April 2002 rechtskräftig.[22] Er wäre 2007 verfallen und wurde daher verlängert.[23]
- Der Abschnitt 2.2 (Albaufstieg) besteht im Wesentlichen aus dem ca. 8,8 Kilometer langen Boßlertunnel, der ca. 485 Meter langen Filstalbrücke und aus dem ca. 4,8 Kilometer langen Steinbühltunnel. Die gegen diesen Abschnitt vorgebrachten rund 1150 Einwendungen wurden am 9. und 10. Dezember 2008 erörtert.[24] Das Anhörungsverfahren für diesen Abschnitt wurde im August 2009 abgeschlossen.[25] Der Planfeststellungsbeschluss wurde im Oktober 2011 erlassen.[26]
- Im Abschnitt 2.3 (Albhochfläche) verläuft die geplante Strecke oberirdisch parallel zur Autobahn A 8. Der Planfeststellungsbeschluss für den 21 Kilometer langen Abschnitt zwischen Widderstall und Dornstadt wurde Mitte November 2008 erlassen.[27] Die DB klagte gegen Auflagen aus dem Beschluss.[28] Mit dem Bau dieses Abschnittes wurde parallel mit dem sechsspurigen Ausbau der A8 am 7. Mai 2012 begonnen.
- Daran an schließt der Abschnitt 2.4 (Albabstieg), in dem die Strecke per Tunnel in das Stadtgebiet von Ulm geführt wird. Für diesen Abschnitt wurde am 18. Juni 2007 das Planfeststellungsverfahren eingeleitet.
 Das Anhörungsverfahren wurde durch das Regierungspräsidium Tübingen Ende Dezember 2009 abgeschlossen.[29] Am 25. Juni 2012 wurde der Planfeststellungsbeschluss durch das Eisenbahn-Bundesamt erteilt.[30]
- Der Abschnitt 2.5 a1 umfasst die Einbindung in den Ulmer Hauptbahnhof. Für diesen wurde am 18. Juni 2007 das Planfeststellungsverfahren eingeleitet. Das Erörterungsverfahren wurde zusammen mit PFA 2.4 verhandelt. Das Anhörungsverfahren wurde durch das Regierungspräsidium Tübingen Ende Dezember 2009 abgeschlossen.[29] Der Planfeststellungsbeschluss ging am 13. März 2015 bei der Deutschen Bahn ein.[31]

Das Regierungspräsidium Stuttgart erwartete Mitte 2007, unter günstigen Bedingungen, den Abschluss aller Planfeststellungsverfahren bis Ende 2008. Die Deutsche Bahn rechnete zu dieser Zeit mit dem Abschluss der (in allen Bereichen abgeschlossenen oder laufenden) Planfeststellungsverfahren bis 2009. Im April 2009 rechnete das Unternehmen damit, bis Ende 2009 alle Planfeststellungsverfahren abschließen zu können. Mitte Dezember 2009 rechnete die Bahn mit einer „schnellen“ Entscheidung in den fünf noch offenen Abschnitten.

## Geschichte

### Hintergrund
Bereits im April 1986 hatte ein nahe Ulm ansässiges Ingenieurbüro eine autobahnnahe Trasse nach Ulm vorgeschlagen, die der heutigen Linienführung ähnelt und Ulm voll einband. Demnach sollten Züge Richtung Ulm in Stuttgart zunächst auf die Gäubahn fahren und im Süden der Landeshauptstadt auf eine Neubaustrecke einschwenken, die über den Flughafen und Wendlingen am Neckar nach Ulm verlaufen wäre.
Der heute geplante Streckenverlauf geht auf den Verkehrswissenschaftler Gerhard Heimerl zurück, der im August 1988 die ursprünglich (beispielsweise im Bundesverkehrswegeplan 1985 vorgesehene) Neu- und Ausbaustrecke Plochingen–Günzburg kommentierte und darauf aufbauend diese Streckenführung entwickelte. Ihm erschien die Planung zwischen Plochingen und Günzburg „konzeptionell und räumlich zu eng gesetzt“. In einer Denkschrift konstatierte er, dass eine „erst in Plochingen ansetzende Planung“ dem Ziel einer „lückenlosen Schnellfahrstrecke in der Relation Mannheim – Stuttgart – Ulm – Augsburg – München“ nicht gerecht werden könne. Ungeachtet noch denkbarer Ausbauten würde „für alle Zeiten“ die Höchstgeschwindigkeit auf einer Länge von rund 60 Kilometern auf 120 bis 160 km/h begrenzt bleiben und damit ein „Langsamfahrabschnitt“ in das Schnellfahrnetz eingebaut.
Heimerl schlug für Stuttgart einen unterirdischen Durchgangsbahnhof unter dem bestehenden Hauptbahnhof mit zwei oder vier Gleisen vor. Die weitere Neubaustrecke nach Ulm sollte weitgehend parallel zur A8 verlaufen. Er empfahl dabei eine Entmischung von langsamen und schnellen Verkehren. Daraus leitete er flexiblere Trassierungsparameter (maximale Steigung von 32,5 statt 12,5 ‰) ab. Auch in Ulm sollte die Neubaustrecke direkt in den bestehenden Hauptbahnhof einführen und dafür die nördlichen Stadtteile in einem Tunnel unterfahren werden.
In einer Stellungnahme nach § 49 des Bundesbahngesetzes schloss sich das Land Baden-Württemberg den neuen Überlegungen der Bahn an, die ab Ende der 1980er Jahre zum Ausgangspunkt für weitere Planungen wurden. Zwischenzeitlich wurden noch weitere großräumige Alternativen geprüft:
- Eine kombinierte Neu- und Ausbaustrecke nach Ulm und weiter nach Augsburg,[37]
- der Ausbau der Bahnstrecke Stuttgart-Bad Cannstatt–Nördlingen (sogenannter „Remstalweg“, Stuttgart–Schorndorf–Aalen–Donauwörth–Augsburg) bei einer Maximalneigung von 12,5 ‰,[37]
- eine Neubaustrecke in Anlehnung an den Verlauf der A8[37] sowie
- Kombinationen dieser Varianten.[37] Schwerer Güterverkehr sollte nach Heimerls Konzept weiterhin auf den Altstrecken fahren (mit Nachschieben an der Geislinger Steige oder über die Strecke Bad Cannstatt–Aalen).

Als Verlängerung der Strecke nach Osten schlug Heimerl eine Neubaustrecke in einer direkteren Linienführung zwischen Ulm und Dinkelscherben vor (sog. Variante H II).
Verschiedene Voruntersuchungen von möglichen Standorten von Durchgangsbahnhöfen in Stuttgart zeigten nach Heimerls Angaben kein zufriedenstellendes Ergebnis. Von diesem Hintergrund wurde letztlich der Ansatz einer durchgängigen Schnellfahrstrecke durch den zum Durchgangsbahnhof umgebauten Stuttgarter Hauptbahnhof im Rahmen von Stuttgart 21 entwickelt.
Die Deutsche Bahn sieht die Schnellfahrstrecke als einen integralen Bestandteil von Stuttgart 21. Vor Abschluss des Finanzierungsvertrags im März 2009 erachtete das Bundesverkehrsministerium eine getrennte Betrachtung für notwendig, um im Falle des Scheiterns der Finanzierung von Stuttgart 21 alternative Anbindungen der Schnellfahrstrecke verfolgen zu können.

### Variantendiskussion
Heimerls Vorschlag wurde von den Planern aufgegriffen und, als H-Trasse bezeichnet, schließlich zur Grundlage der weiteren Planungen gemacht. Neben einer durchgehenden Neubaustrecke von Stuttgart bis Ulm (in weitgehender Autobahn-Parallellage) sah das Konzept auch eine Auflösung des in Heimerls Augen als Engpass zu bezeichnenden Stuttgarter Hauptbahnhofs vor. Die Deutsche Bundesbahn hatte zeitweilig eine K-Trasse bezeichnete Mischlösung entwickelt, die einen zum Hauptbahnhof umgestalteten Durchgangsbahnhof mit einem Tunnel bis Plochingen verband. Eine Variantendiskussion mündete im Juli 1990 in einem Beschluss des DB-Vorstandes, der eine Trasse in Anlehnung an die Heimerl-Variante „aus strategischen Gründen“ und „unter dem Aspekt der Zukunftsperspektiven“ präferierte. Vor dieser Entscheidung hatten Kalkulationen um mehr als eine Milliarde D-Mark höhere Kosten für die K-Trasse gegenüber der H-Trasse ergeben. Im weiteren Verlauf wurde das Projekt Stuttgart 21 mit der autobahnnahen Neubaustrecke nach Ulm entwickelt. Zwischenzeitlich wurden noch weitere großräumige Alternativen geprüft: Eine kombinierte Neu- und Ausbaustrecke nach Ulm und weiter nach Augsburg, der Ausbau des Remstalweges bei einer Maximalneigung von 12,5 ‰, eine Neubaustrecke in Anlehnung an den Verlauf der A8 sowie Kombinationen dieser Varianten.
Nach Abwägung der verschiedenen Projekte bis Oktober 1991 wurden zwei Konzepte weiterverfolgt: 
- Die Rahmenkonzeption K sah einen viergleisigen Ausbau der Bestandsstrecke zwischen Plochingen und Süßen vor, bei einem Mischbetrieb und einer maximalen Neigung von 12,5 ‰. Ein um bis zu 35 ‰ geneigter Tunnel für den Fernverkehr sollte den Hauptbahnhof Stuttgart mit Plochingen verbinden. Auf der Schwäbischen Alb sollte ein Neubaustreckenabschnitt entstehen, der bei Beimerstetten mit der Bestandsstrecke verknüpft werden sollte.[37] Diese Variante entstand in Anlehnung an eine Variante der Neu- und Ausbaustrecke Plochingen–Günzburg. Sie sah einen viergleisigen Ausbau zwischen Plochingen und Günzburg und, daran anschließend, eine Umfahrung der Geislinger Steige in einem voll güterzugtauglichen (12,5 ‰ geneigten) Tunnel zwischen Süßen/Gingen und Beimerstetten vor. Von dort sollte sie zunächst wiederum auf die Bestandsstrecke treffen und ab Jungingen auf geradem Weg nach Ulm Hauptbahnhof führen.[40] Die Abkürzung K stand für Kombinations- bzw. Krittian-Trasse (nach dem Planer der DB, Ernst Krittian).
- Die Rahmenkonzeption H war als reine Schnellverkehrsstrecke mit 25 ‰ Neigung konzipiert, wobei die Bestandsstrecke weiter von Regional- und Güterzügen benutzt werden sollte.[37] Ein als Fernbahntunnel Stuttgart bezeichneter und bis zu 35 ‰ steiler Tunnel sollte Feuerbach über einen viergleisigen Durchgangsbahnhof in Querlage unter dem Hauptbahnhof Stuttgart mit der Autobahn 8 auf der Filderebene verbinden. Ab Wendlingen sollte eine autobahnparallele Trasse mit bis zu 25 ‰ Steigung entstehen. Darüber hinaus sollte die Bestandsstrecke zwischen Plochingen und Günzburg dreigleisig ausgebaut werden.[41] Diese zunächst auch als Autobahntrasse bezeichnete Variante ging von einer durchgehenden Trennung schneller und langsamer Züge aus, wobei letzte auch über den zweigleisig auszubauenden Remstalweg über Donauwörth, Goldshöfe und Aalen verkehren sollten.[40] Die in Heimerls Vorschlag von 1988 vorgesehene maximale Steigung von 32,5 ‰ zwischen Wendlingen und Ulm[36] war auf 25 ‰ reduziert worden, um die Güterzugtauglichkeit der Schnellfahrstrecke zu erhöhen.[40]

Beide Varianten sahen eine Vollanbindung Ulms vor und beinhalteten zwischen Ulm und Augsburg eine Neu- bzw. eine Ausbaustrecke. Nach dem Planungsstand von Juni 1991 waren für die H-Variante zwischen Stuttgart und Ulm Investitionen von 3,2 Milliarden DM vorgesehen, für die K-Variante 4,0 Milliarden DM; bei H-Variante wurden dabei zusätzlich 0,8 Milliarden DM für den Ausbau des Remstalweges angesetzt.
Im Oktober 1991 legte die DB je eine als H’ bzw. K’ bezeichnete Apostroph-Variante für die Einbindung in einen viergleisigen Durchgangsbahnhof in Stuttgart vor, wobei der bestehende Kopfbahnhof mit 16 Gleisen beibehalten werden sollte. Die geschätzten Kosten beliefen sich auf 3,9 (K’) bzw. 3,2 (H’) Milliarden D-Mark. Gegenüber den Ursprungsvarianten wurden Fahrzeitverlängerungen von vier (K) bzw. drei (H) Minuten errechnet. Bei maximalem Ausbau wurde die Kapazität beider Varianten als ausreichend betrachtet. Ein weiterer Grund für die beiden Apostroph-Varianten waren Untersuchungen, den Talkessel ohne Gefährdung des Mineralwassers zu unterqueren.
1992 gab der Bund bei Professor Rothengatter an der Universität Karlsruhe ein Gutachten in Auftrag, in der die Varianten H, K, H’, K’ und eine Variante H mit Halt im Neckartal untersucht wurden. Im Ergebnis wurde kein nennenswerter Effekt der flachen K-Trasse bezüglich des Güterverkehrs gesehen, da Rothengatter ebenso wie Heimerl von zunehmend leichteren Zügen ausging. Eine Variante H wurde präferiert, wobei ein weiterer Bahnhof außerhalb des Einzugsbereichs des Hauptbahnhofs die volks- und betriebswirtschaftliche Rentabilität steigern könne. Als Folge dieser Studie untersuchte die Deutsche Bundesbahn daraufhin weitere Varianten, zu denen eine Führung von Fernzügen über die Güterumgehung gehörte, mit Halt in Stuttgart-Untertürkheim, sowie eine neue Spange zwischen Stuttgart-Feuerbach und Stuttgart-Bad Cannstatt. Der dortige Bahnhof hätte zu einem Fernbahnhof ausgebaut werden sollen.
Mitte 1992 wurden alle vier Varianten dem Land Baden-Württemberg vorgelegt. In Abstimmung mit den betroffenen Gebietskörperschaften legte das Land am 15. September 1992 eine Stellungnahme vor, in der es sich klar für eine autobahnnahe Trasse aussprach. Ferner gefordert wurden unter anderem die Einbindung von Stuttgart und Ulm, die Unterfahrung des Stuttgarter Hauptbahnhofs, eine bereits ab Flughafen autobahnnah geführte Neubaustrecke sowie die Einbindung des Flughafens in die Neubaustrecke. Das Projekt einer Neu- und Ausbaustrecke zwischen Stuttgart, Ulm und Augsburg war im vordringlichen Bedarf des Bundesverkehrswegeplans 1992 enthalten.
Nachdem mit Netz 21 eine Grundsatzentscheidung über die Entmischung von Verkehren getroffen war, wurde aus der Variante K eine Variante K25 entwickelt, die einen abschnittsweisen Neubau der Bestandsstrecke (25 ‰, 250 km/h) für den Fernverkehr und einen durchgehenden viergleisigen Ausbau im Filstal für 160 bzw. 200 km/h vorsah. Gleichzeitig wurden für den Bereich Stuttgart für beide Varianten vier Varianten für den Raum Stuttgart entwickelt.
Laut Angaben des DB-Planers Ernst Krittian habe die DB bis in die frühen 1990er Jahre hinein 80 Varianten für eine Neubaustrecke zwischen Stuttgart und Ulm abgewogen. Die autobahnparallele Variante habe sich dabei als die Lösung mit den geringsten Belastungen für Anwohner erwiesen, war allerdings nicht güterzugtauglich. In seiner Sitzung am 8. Dezember 1992 sprach sich der Vorstand der Deutschen Bundesbahn für eine autobahnnahe Neubaustrecke Stuttgart–Ulm aus. Die Einbindung in den Hauptbahnhof Stuttgart war zu diesem Zeitpunkt noch ungeklärt. Nach dem Planungsstand von Januar 1993 sollten im ICE-Verkehr je Stunde und Richtung zweieinhalb Züge zwischen Stuttgart und Ulm fahren.
Im Dezember 1993 beschloss der Vorstand der Deutschen Bundesbahn, den Hauptbahnhof Stuttgart als Kopfbahnhof zu erhalten. Die Neubaustrecke sollte dabei, wie in der Durchgangsbahnhof-Variante, in Richtung Stuttgart autobahnparallel über Wendlingen bis Denkendorf (Sulzbachviadukt) verlaufen. Von dort sollte die Strecke über Esslingen/Mettingen führen und dort in die Bestandsstrecke einmünden. Ein Anschluss des Flughafens war in diesen Planungen nicht vorgesehen.
Am 18. April 1994 wurde das Projekt Stuttgart 21 offiziell vorgestellt. Es sah die Umwandlung des Hauptbahnhofs von einem Kopf- in einen achtgleisigen Durchgangsbahnhof vor.
In der Machbarkeitsstudie zu Stuttgart 21 war dabei Anfang 1995 zunächst zur Anbindung des Flughafens an die NBS ein Fernbahnhof im Nebenschluss mit einem Gleisdreieck vorgesehen, wobei auch nach diesen Plänen die Gäubahn bis Rohr aufgegeben werden sollte. Zur Anbindung der Neubaustrecke Hauptbahnhof–Denkendorf–Wendlingen waren Kosten von 1.065 Millionen DM (einschließlich 15 Prozent Planungskosten) vorgesehen.
Das im September 1994 beantragte und im gleichen Monat eingeleitete Raumordnungsverfahren, in dem rund 24000 Einwendungen zu dem Projekt vorgebracht wurden, wurde im September 1995 abgeschlossen. Das Regierungspräsidium Stuttgart erklärte das Projekt als mit „den Erfordernissen der Raumordnung und Landesplanung“ verträglich. Es verfügte unter anderem eine engere, optimierte Bündelung mit der A 8 und die Ermöglichung eines optionalen Neckartalbahnhofs. Damit einher gingen 26 Maßgaben und 8 Planungsempfehlungen. Unter anderem wurde die Kleine Wendlinger Kurve, optionale „Haltepunkt[e]“ im Bereich Wendlingen/Kirchheim und Merklingen sowie, im Zuge des A-8-Ausbaus, einen Ausbau auf 300 km/h zu berücksichtigen.
Am 7. November 1995 schlossen Bund, Land und Deutsche Bahn AG eine Rahmenvereinbarung zur Entwicklung und Förderung des Projekts Stuttgart 21. Im gleichen Monat gab das Regierungspräsidium Stuttgart den Raumordnungsbeschluss für eine Schnellfahrstrecke zwischen Wendlingen und Ulm bekannt. Mit der Einleitung des Planfeststellungsverfahrens wurde zu diesem Zeitpunkt bis Ende 1996 gerechnet. Die Reisezeit zwischen Stuttgart und Ulm sollte dabei von 53 auf 40 Minuten sinken. Die geplanten Kosten lagen bei 2,2 Milliarden D-Mark. Im 1997 abgeschlossenen Raumordnungsverfahren wurde eine weitgehend mit der A 8 gebündelte Trassenführung als günstigste Variante identifiziert. Dabei sollen 23 von 61 Streckenkilometern in Tunneln verlaufen.
Gegenüber anderen Schienenverkehrsprojekten wurde das Projekt im Lauf der 1990er Jahre zurückgestellt. Es war in der Bestandsplanung des Bundes für den Zeitraum 1998 bis 2002 nicht enthalten, die Finanzierung damit nicht gesichert. 1999 erklärte die Bahn, dass aufgrund gestiegener Kosten bei anderen Großprojekten mit einer Realisierung der Schnellfahrstrecke erst nach 2010 zu rechnen sei. Das Land Baden-Württemberg bot daraufhin im Herbst 1999 eine Vorfinanzierung der Strecke an, soweit die DB eine konkrete Jahreszahl für die Realisierung von Stuttgart 21 und der Schnellfahrstrecke nennen würde. Ende 1999 erklärte sich die Landesregierung von Baden-Württemberg bereit, sich mit einer halben bis einer Milliarde D-Mark an der Realisierung der Schnellfahrstrecke zu beteiligen. Die geplanten Gesamtkosten der Strecke lagen zu diesem Zeitpunkt bei rund drei Milliarden D-Mark.
Wegen knapper Haushaltsmittel erwog die Deutsche Bahn im November 1999 die Möglichkeit, im Vorgriff auf die Schnellfahrstrecke zunächst Neigetechnikzüge auf der Bestandsstrecke einzusetzen. Die Fahrzeitdifferenz gegenüber der Schnellfahrstrecke wäre zwischen Stuttgart und Ulm nach dieser Kalkulation noch bei 18 Minuten gelegen.
Im Oktober 2006 fasste der Landtag von Baden-Württemberg einen Grundsatzbeschluss für die Realisierung von Stuttgart 21 und der Schnellfahrstrecke Wendlingen–Ulm.

### Planung
Die Planungsphase war von zahlreichen Verzögerungen geprägt. So sollte, nach früheren Planungen der DB ProjektBau, im Herbst 2005 mit dem Bau begonnen werden und die Inbetriebnahme im Jahr 2013 erfolgen. Nach Kürzungen im Bundeshaushalt kam es zu Verzögerungen. Im Jahr 2000 wurde die Planung der Strecke zeitweise gestoppt. Anfang 2002 war geplant, die Planfeststellungsverfahren bis Ende 2004 abzuschließen. Nach einer aktualisierten Wirtschaftlichkeitsberechnung sollte die Strecke zwischen Mitte 2005 und Mitte 2012 gebaut werden. Die Inbetriebnahme war ebenfalls 2013 geplant.
Am 23. Oktober 2006 sollte im Rahmen eines Spitzengesprächs zwischen Bundesverkehrsminister Wolfgang Tiefensee, Ministerpräsident Günther Oettinger und Bahnchef Hartmut Mehdorn endgültig über die Realisierung der Schnellfahrstrecke ebenso entschieden werden wie über Stuttgart 21. Die Entscheidung über Stuttgart 21 wurde auf Frühjahr 2007 vertagt, am 19. Juli fiel schließlich die Entscheidung.
Die Strecke war ursprünglich ausschließlich für den schnellen Personenverkehr geplant. Im Laufe der Planung wurde die Mitbenutzung durch schnellen Güterverkehr mit in die Planung aufgenommen. Im Gegensatz zu einer (vergleichsweise flachen) reinen Güterverkehrsstrecke könne eine nur vom Personenverkehr befahrene Strecke kostensparend mit einer Gradiente von bis zu etwa 40 ‰ (z. B. Schnellfahrstrecke Köln–Rhein/Main) trassiert werden. Die Einrichtung eines Regionalbahnhofs bei Merklingen wurde diskutiert und nach der Erstellung einer Potentialanalyse (2014), einer Machbarkeitsstudie (Mitte 2015) und nach der Zusage der umliegenden Gemeinden, rund die Hälfte der Gesamtkosten zu tragen, nunmehr als Bahnhof Merklingen – Schwäbische Alb realisiert.
Im Rahmen eines Erkundungsprogramms entlang des geplanten Tunnelverlaufes wurden (Stand 2007) rund 1700 Bohrungen, 200 (großflächigere, aber wenig tiefe) Schürfungen sowie 800 Sondierungen vorgenommen. Der Trassenverlauf wurde an die Ergebnisse der Erkundung angepasst. Bis Mitte März 2008, dem Ende der Einwendungsfrist für den Abschnitt Aichelberg–Hohenstadt, gingen rund 1250 Einwendungen ein. Ein Großteil der Einwendungen richtete sich gegen den geplanten Baustellenverkehr.
Am 1. September 2011 wurde die Planung der eisenbahntechnischen Ausrüstung und des Oberbaus europaweit ausgeschrieben. Der zu vergebende Vertrag sollte vom 1. Februar 2012 bis 31. Dezember 2015 laufen. Im März 2015 wurde der letzte Planfeststellungsbeschluss der Strecke erlassen.
Mit der Projektsteuerung war seit etwa 2002 die DB ProjektBau GmbH beauftragt. Zum 1. September 2013 übernahm die DB Projekt Stuttgart–Ulm GmbH diese Funktion.
Die Weichen der Überleitstelle Nabern sollen, wie im November 2019 bekannt wurde, mit 130 bzw. 160 statt 100 km/h befahren werden können. Auch die zulässige Geschwindigkeit in der Anbindung der Güterzuganbindung an die Schnellfahrstrecke in Wendlingen wurde in diesem Zusammenhang von 80 auf 100 km/h erhöht. Im August 2020 wurde als letzte Planfeststellung die Verschiebung einer als „Merklingen-Widderstall“ bezeichneten Überleitstelle bekannt gemacht. Alle Maßnahmen sollen dazu dienen, das für Ende 2022 geplante Zugangebot vollumfänglich mit wirtschaftlich optimaler Betriebsqualität bewältigen zu können.

### Bau

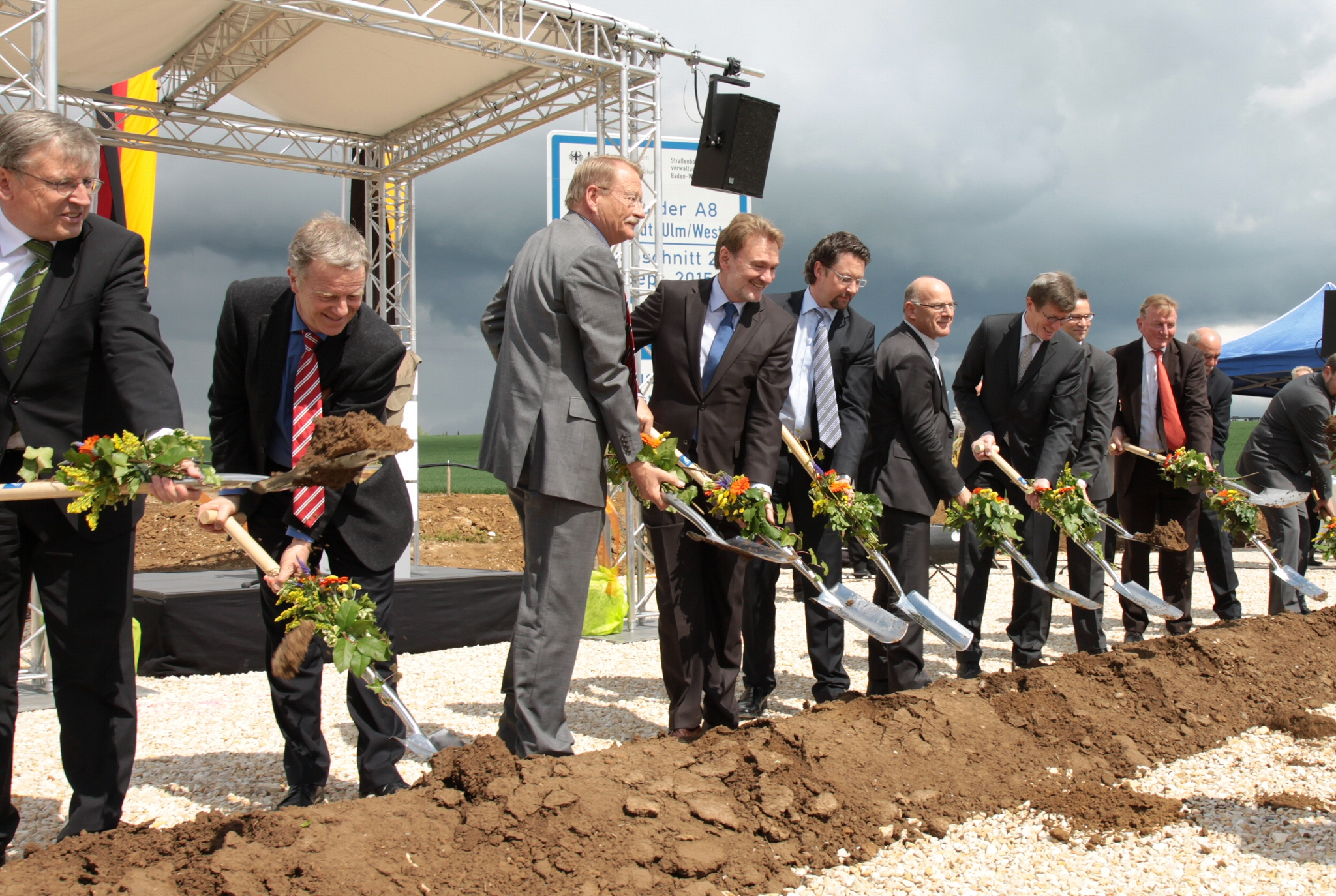
Offizieller erster Spatenstich für die Schnellfahrstrecke am 7. Mai 2012

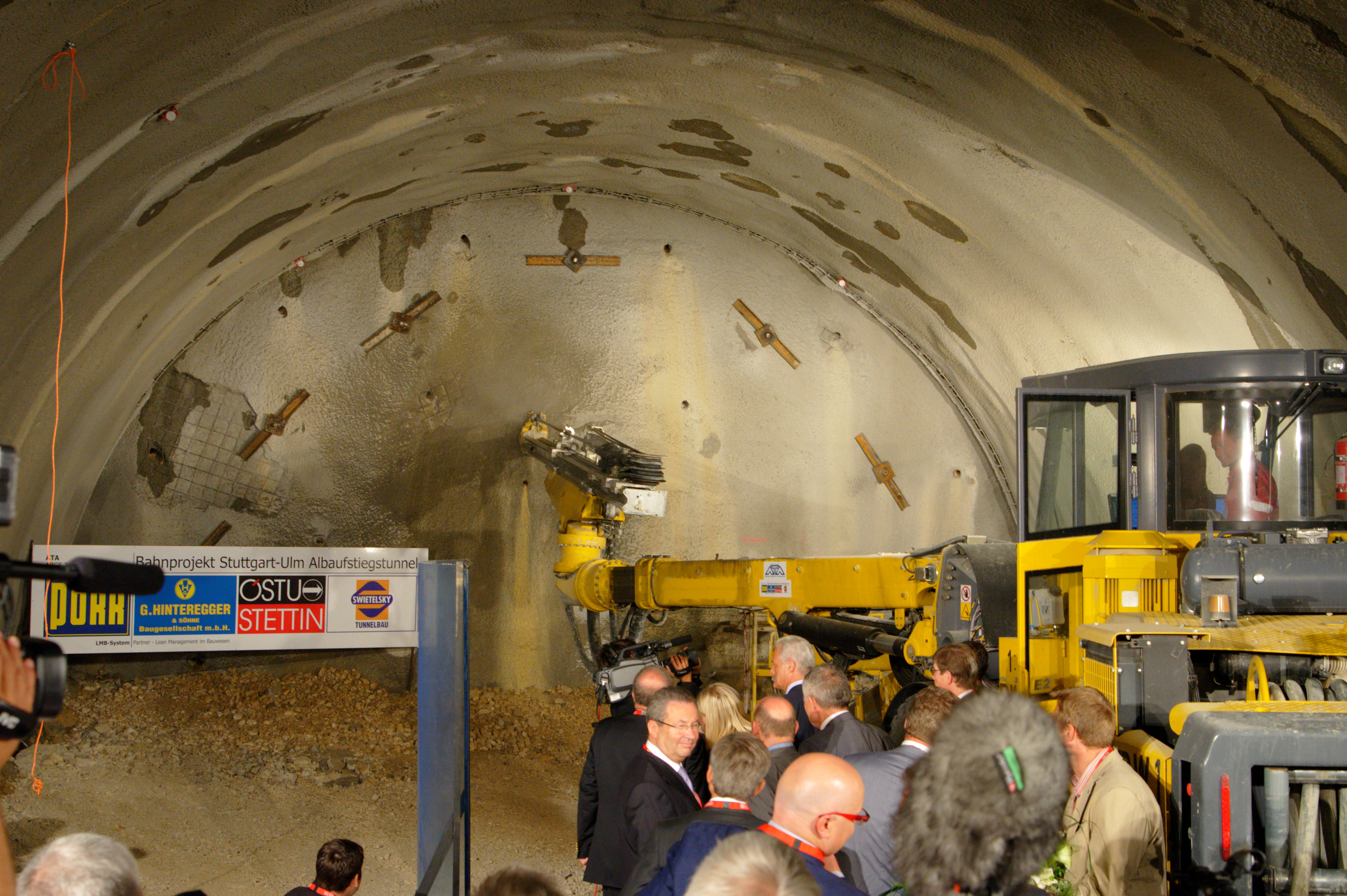
Symbolischer Anschlag am Steinbühltunnel (19. Juli 2013)

Für eine 52 Meter lange Brücke über die Landesstraße 1214 bei Aichelberg begannen im Herbst 2010 erste bauvorbereitende Arbeiten. Diese Arbeiten wurden im Zuge der Schlichtungsgespräche des Projekts Stuttgart 21 Mitte November 2010 unterbrochen und am 13. Dezember 2010 wieder aufgenommen. Die Bauarbeiten wurden Ende August 2011 abgeschlossen, nach anderen Quellen im Dezember 2011.
Der erste Spatenstich für das Gesamtprojekt war vor Weihnachten 2010 geplant, wurde dann auf 2011 verschoben und fand schließlich im Mai 2012 statt.
Ursprünglich sollten erste bauvorbereitende Maßnahmen einige Monate nach der Übereinkunft vom Juli 2007 beginnen, großflächige Bauarbeiten ab 2010. Ende 2007 war mit einem Baubeginn 2008 gerechnet worden.
Ende März 2009 schrieb die Deutsche Bahn AG die Bauüberwachung für den Rohbau des Bauabschnitts 2.2 aus, Mitte November 2009 für den Bauabschnitt 2.3, Anfang Juni 2010 für den Abschnitt 2.5a1 (Ulm Hauptbahnhof). sowie Mitte August 2010 für den Abschnitt 2.1.
Im Rahmen der archäologischen Vorerkundungen wurden allein 2010 Überreste von sieben Siedlungen gefunden.
Der Bau der Tunnels Albabstieg und Widderstall wurde im Juli 2012 ausgeschrieben. Ende Dezember 2012 wurde der Bauauftrag für einen ca. 6,6 Kilometer langen Streckenabschnitt auf der Albhochfläche (Streckenkilometer 61,4 bis 68,0) mit dem Tunnel Imberg ausgeschrieben. Die Arbeiten für diesen Streckenabschnitt wurden im Dezember 2013 für einen Gesamtwert von 61,9 Millionen Euro vergeben. Der Auftragnehmer will die Arbeiten bis Herbst 2017 abgeschlossen haben.
Der Baubeginn im Planfeststellungsabschnitt 2.1 c erfolgte im November 2010. Im Dezember 2011 folgte der Abschnitt 2.3. Im Februar 2012 begannen Bauvorbereitungsmaßnahmen im Planfeststellungsabschnitt 2.2. Im März 2012 waren als Baufortschritt landschaftspflegerische Begleitmaßnahmen (PfA 2.2) und Leitungsverlegungen (PfA 2.3) dokumentiert.
Im Juni 2013 begann der Vortrieb am Steinbühltunnel, der symbolische Anschlag wurde am 19. Juli 2013 gefeiert.
2013 sollten Informationszentren in Wendlingen und Ulm entstehen. Daneben waren verschiedene Aussichtspunkte geplant. Das Informationszentrum Wendlingen wurde aus Kostengründen nicht realisiert.
Im Januar 2015 wurde der Bauauftrag für einen 7,6 Kilometer langen Abschnitt auf der Albhochfläche (ab Streckenkilometer 53,8) für 87,5 Millionen Euro an eine Arbeitsgemeinschaft unter Führung von Leonhard Weiss und Bauer Spezialtiefbau vergeben. Es war der letzte von vier großen Bauaufträgen in diesem Abschnitt. Im Dezember 2015 wurde der Bau des Albvorlandtunnels und daran anschließender Bauwerke bzw. Abschnitte für insgesamt rund 390 Millionen Euro beauftragt. Als letzte Rohbauarbeiten der Schnellfahrstrecke wurden zwei Bauaufträge für die Anbindung an den Hauptbahnhof Ulm im Januar 2016 für rund 52 Millionen Euro vergeben.
Im Dezember 2015 wurde die eisenbahntechnische Ausrüstung ausgeschrieben (Feste Fahrbahn, Schienen, Weichen, Oberleitung, Stromversorgung und Telekommunikation). Das Auftragsvolumen soll insgesamt mehrere hundert Millionen Euro betragen. Der Auftrag für den Aufbau der Gleisanlage, Energie und Telekommunikation beispielsweise wurde, laut Mitteilung im Januar 2018, für rund 243 Millionen Euro an Rhomberg und Swietelsky vergeben. Die Bauarbeiten sollen 2019 beginnen. Fahrdraht und Tragseile wurden separat ausgeschrieben. Der Auftragswert liegt bei rund 48 Millionen Euro.
Im Juni 2016 war die Hälfte der Tunnelstrecke vorgetrieben.

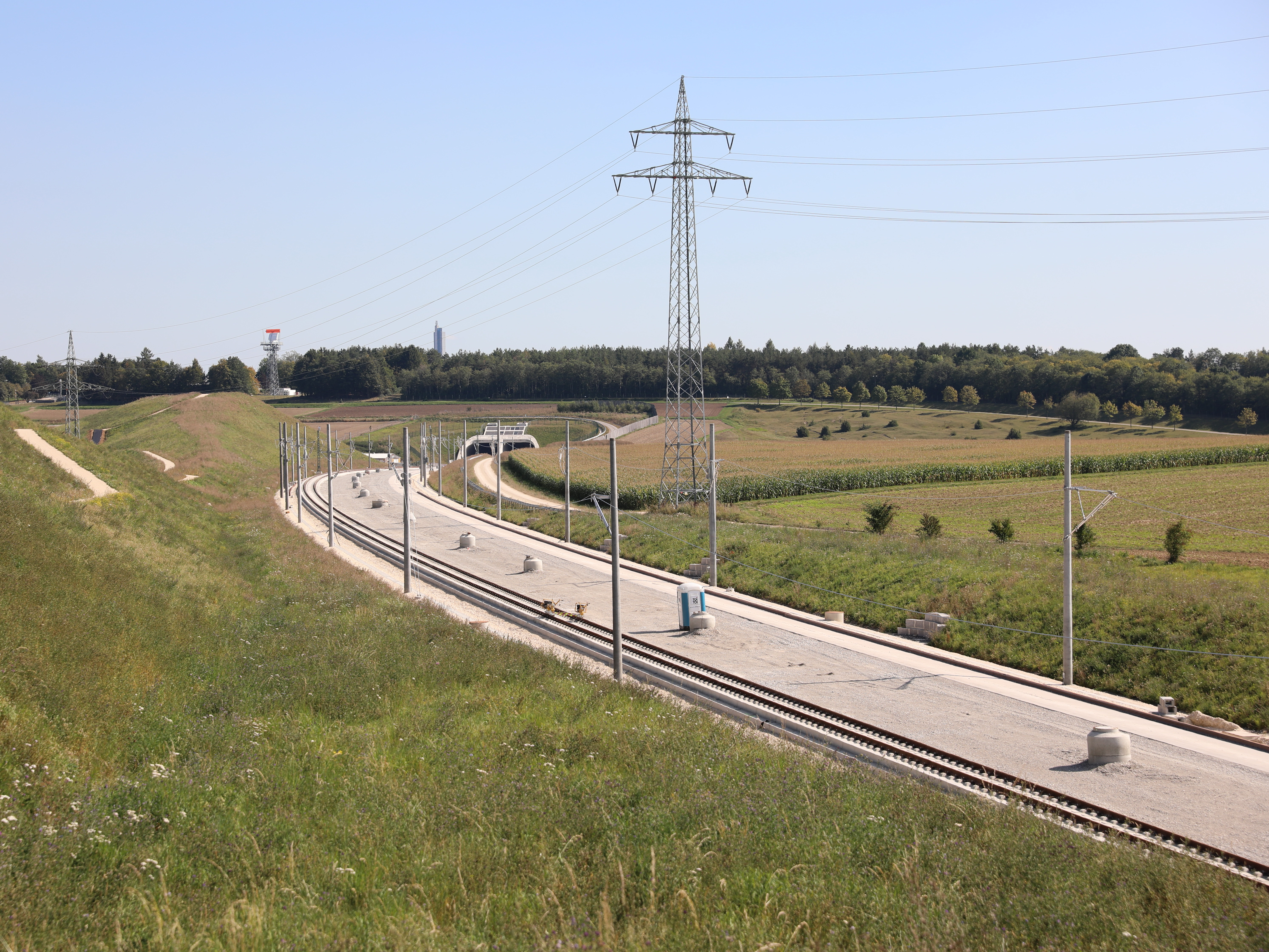
Vor dem Westportal des Albabstiegstunnels war im September 2019 das nördliche Gleis bereits verlegt.

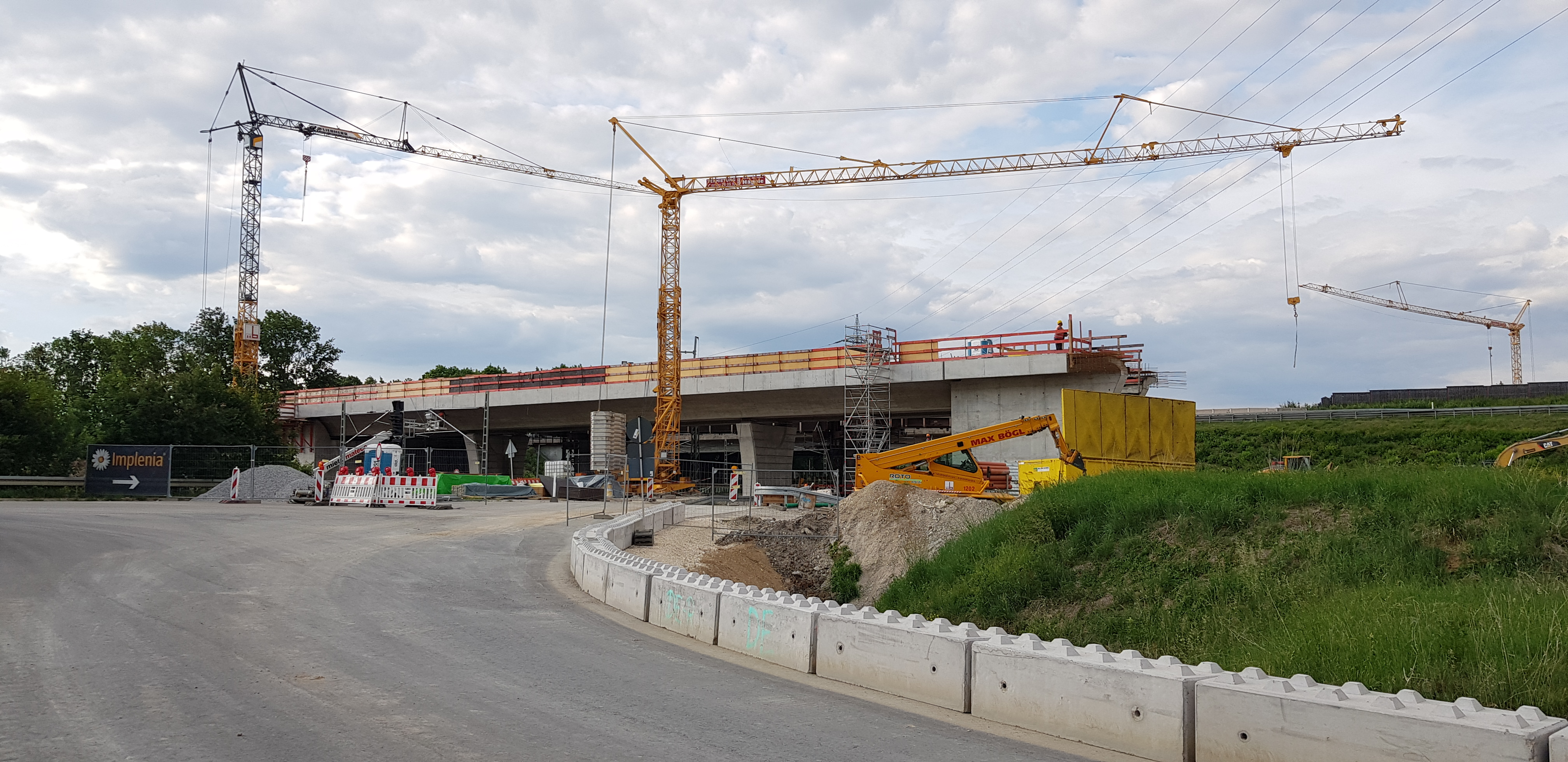
Bauarbeiten am westlichen Streckenende (Mai 2020)

Im August 2019 waren die ersten zwölf Kilometer Gleis verlegt. Mit den Arbeiten wurde im Albabstiegstunnel begonnen. Am 29. Oktober 2019 wurde das Ende des Maschinenvortriebs am Albvorlandtunnel, dem letzten Tunnel der Strecke, gefeiert, der Tunnelvortrieb der Strecke war damit nahezu abgeschlossen. Mitte Juli 2020 war der Tunnelvortrieb abgeschlossen. Anfang November 2020 wurde mit der Montage der Oberleitung begonnen. Seit Oktober 2021 besteht zwischen Wendlingen und Ulm eine durchgehende Schienenverbindung (zunächst nur auf einem Gleis). An mehr als 1.600 Baustellenführungen, die bis Juli 2022 angeboten wurden, nahmen mehr als 25.000 Menschen teil.

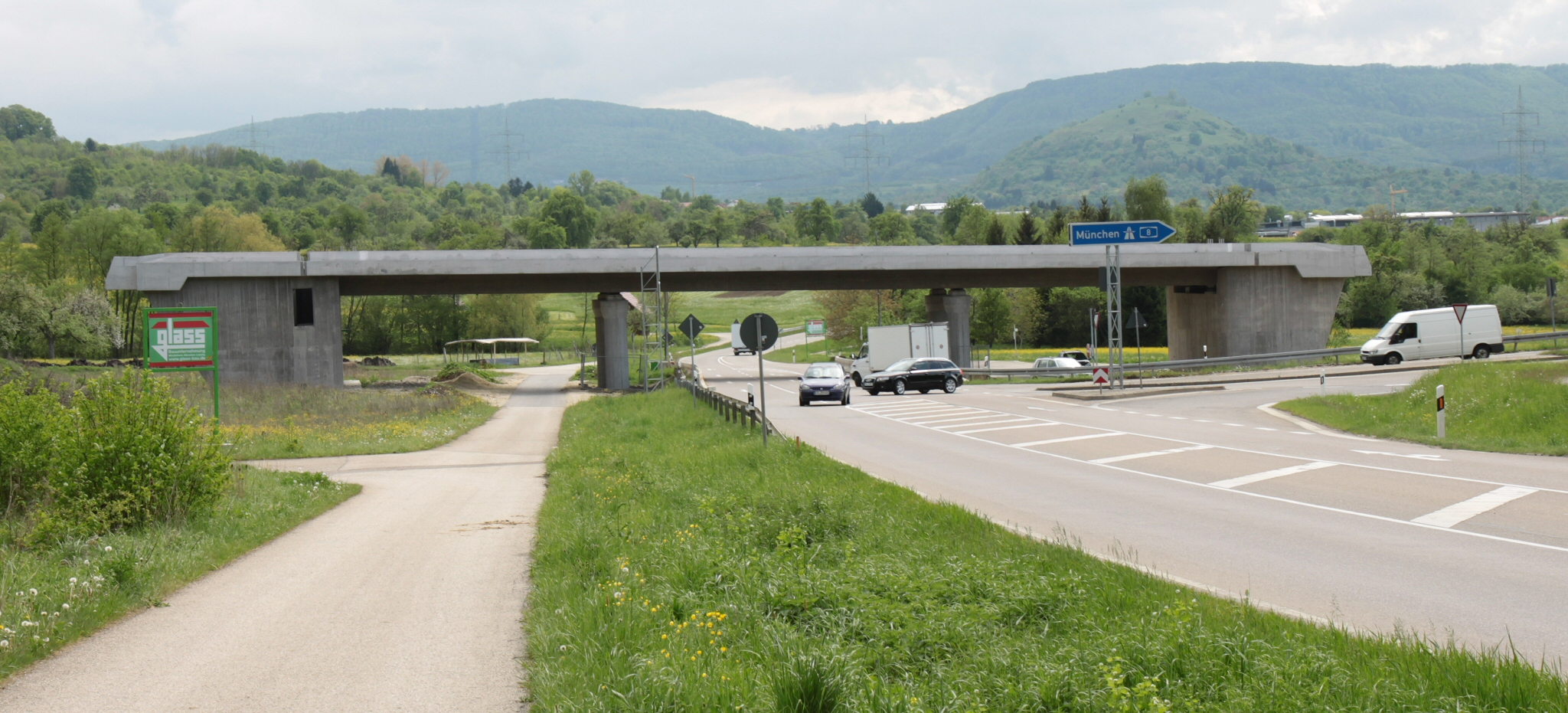
Die bereits im Jahr 2011 fertiggestellte Brücke über die L1214 bei Aichelberg (Mai 2012)
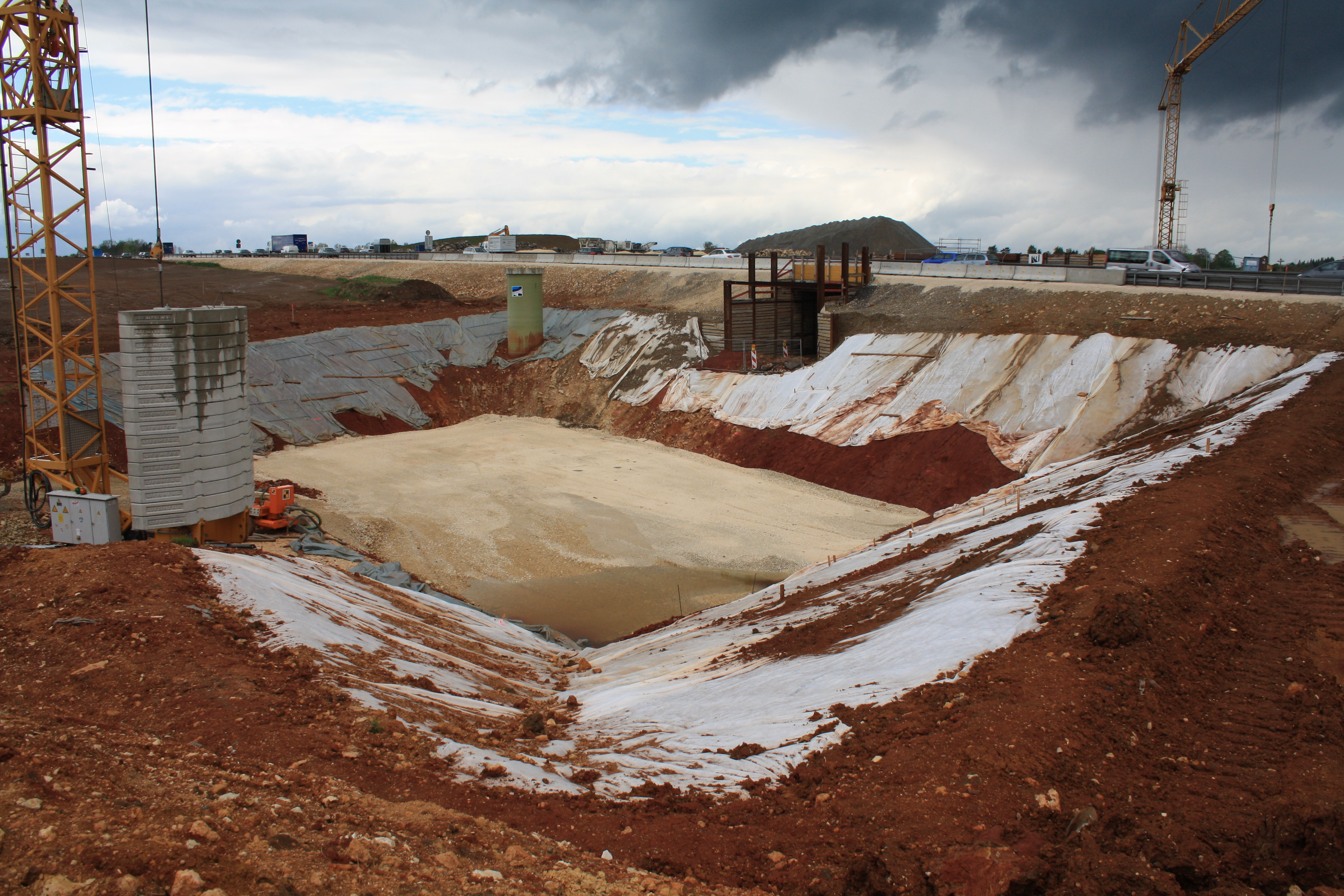
Bauarbeiten an einem Brückenbauwerk auf der Albhochfläche bei Dornstadt (Mai 2013)
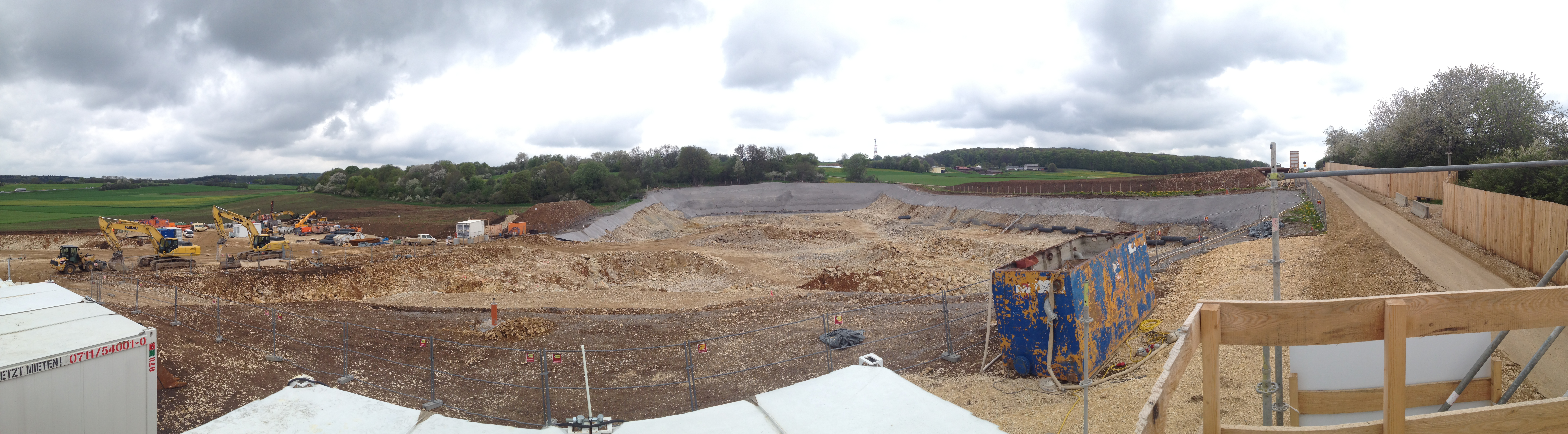
Startbaugrube des Steinbühltunnels, dort wurde im Juni 2013 mit dem Tunnelvortrieb begonnen (Mai 2013)
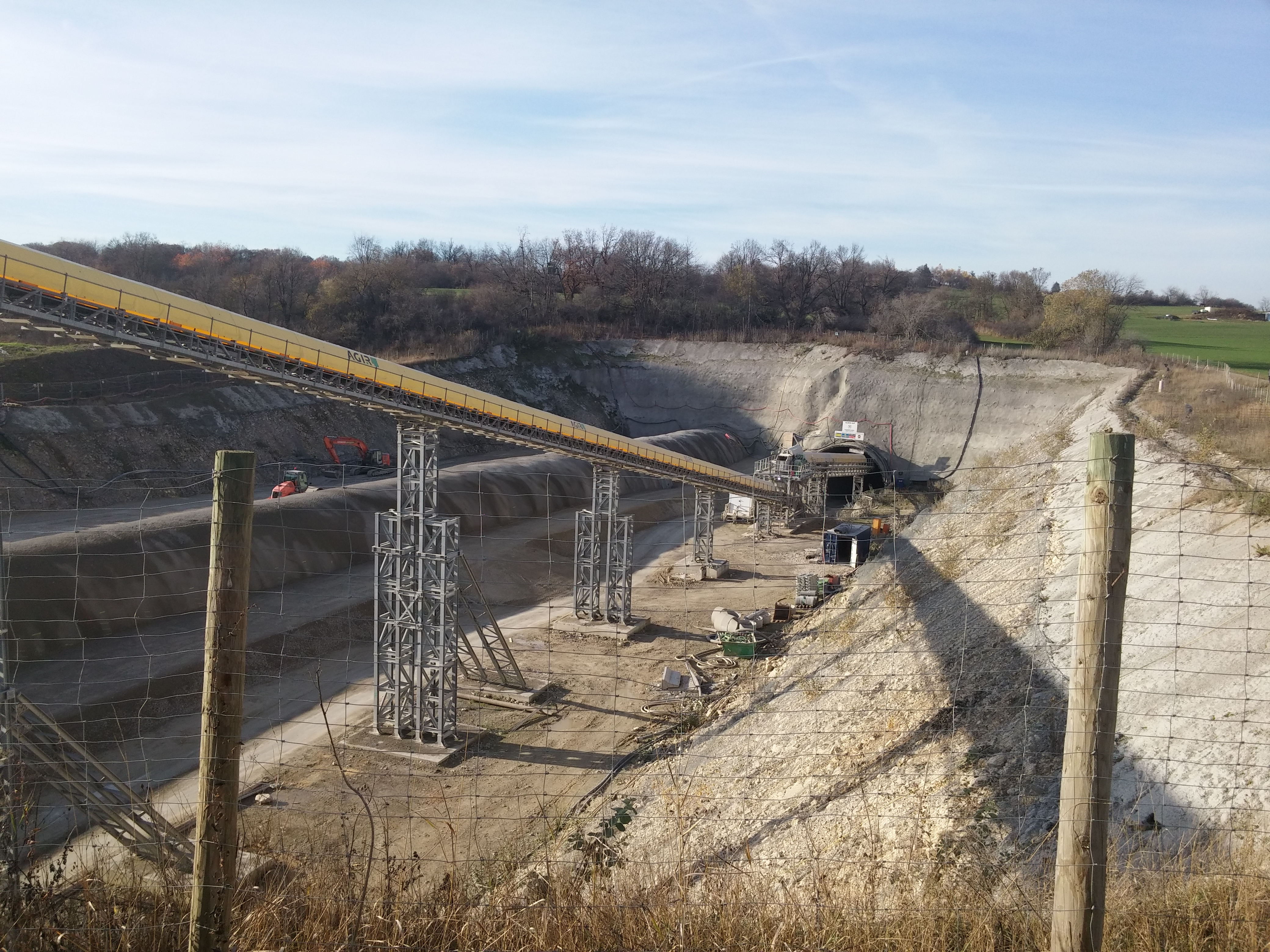
Startbaugrube des Steinbühltunnels im November 2015
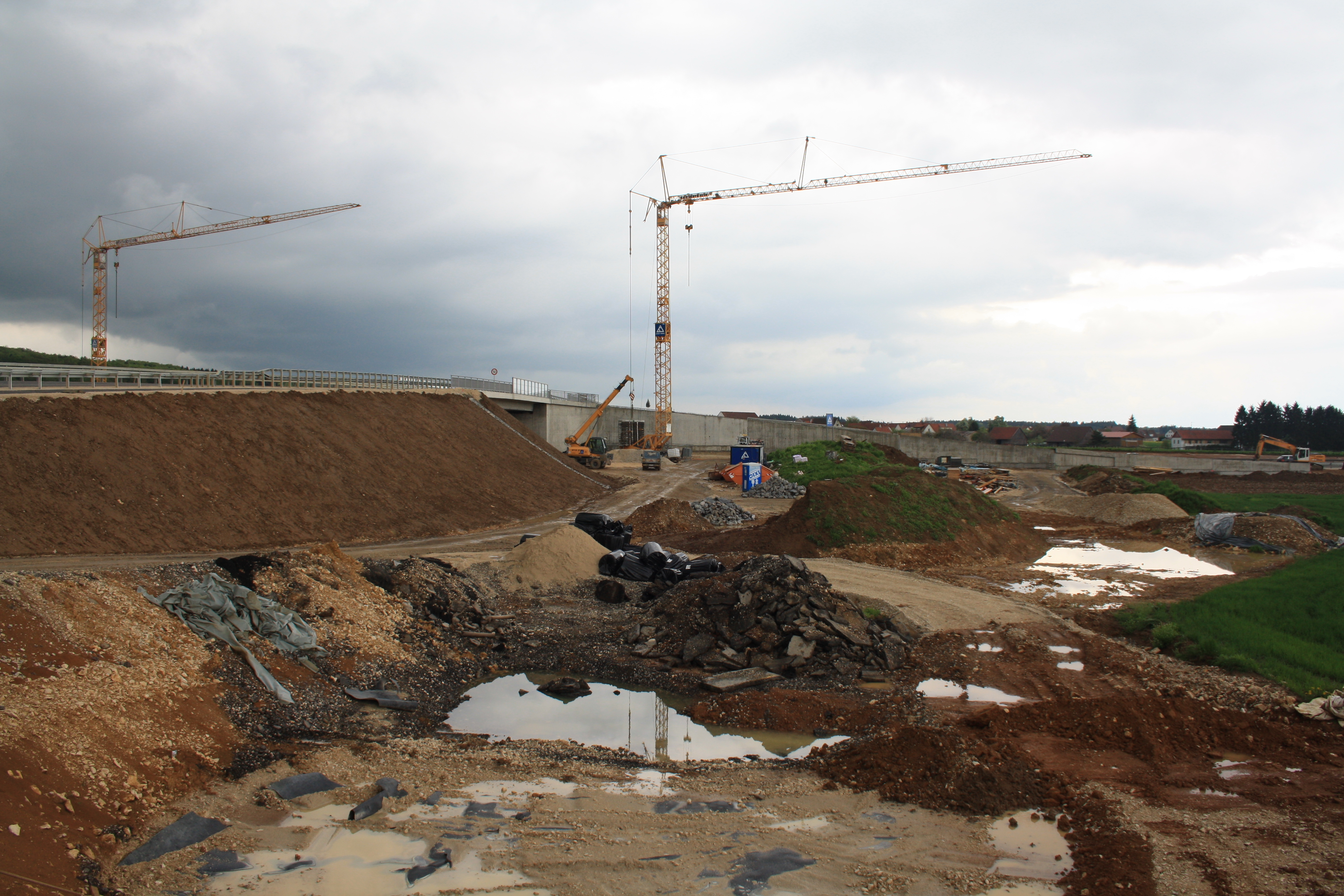
Arbeiten an einer neuen Straßenüberführung über die Neubaustrecke und Autobahn bei Temmenhausen auf der Albhochfläche (Mai 2013)
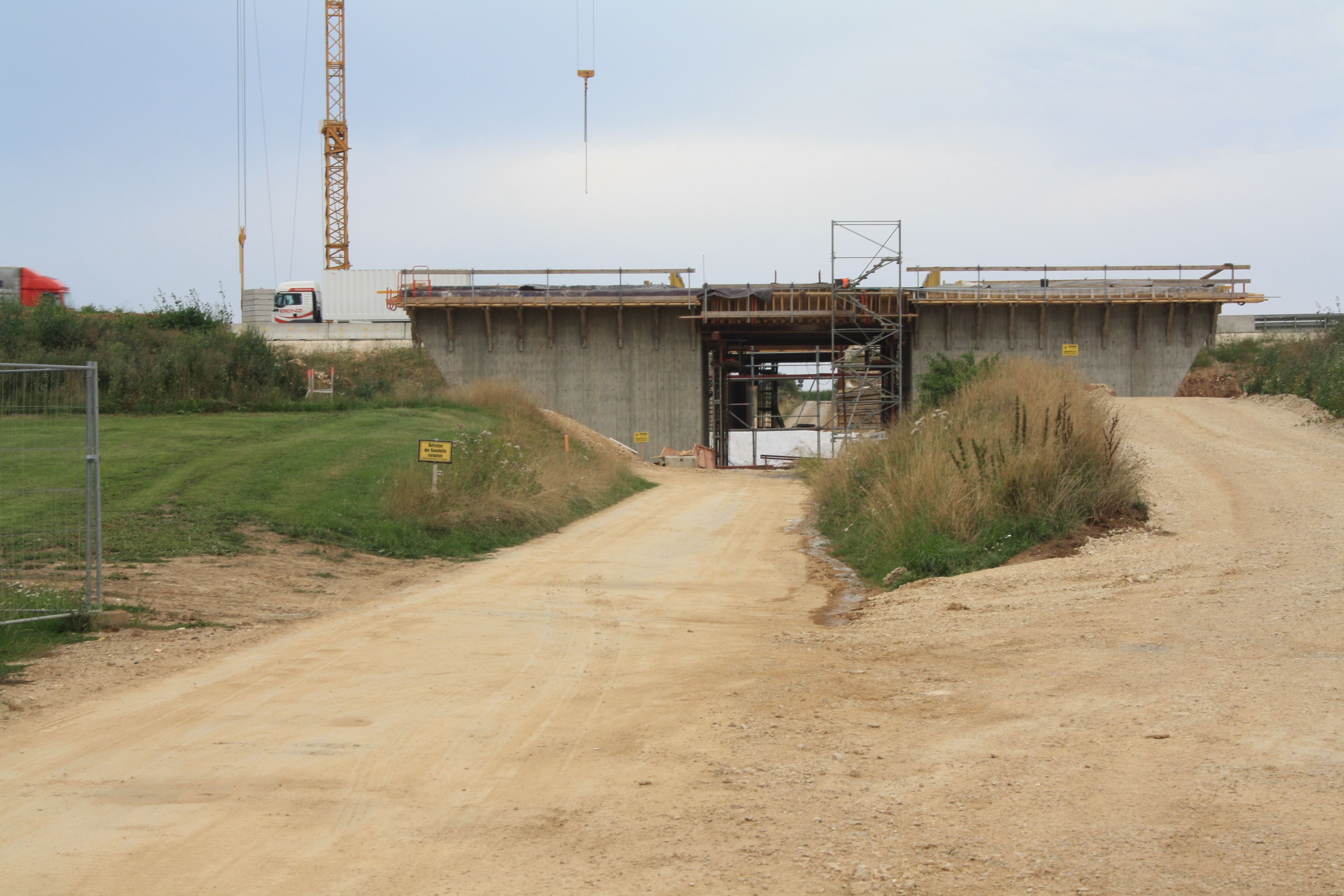
Bauarbeiten an einer Eisenbahnüberführung über einen Feldweg bei Dornstadt (August 2013)
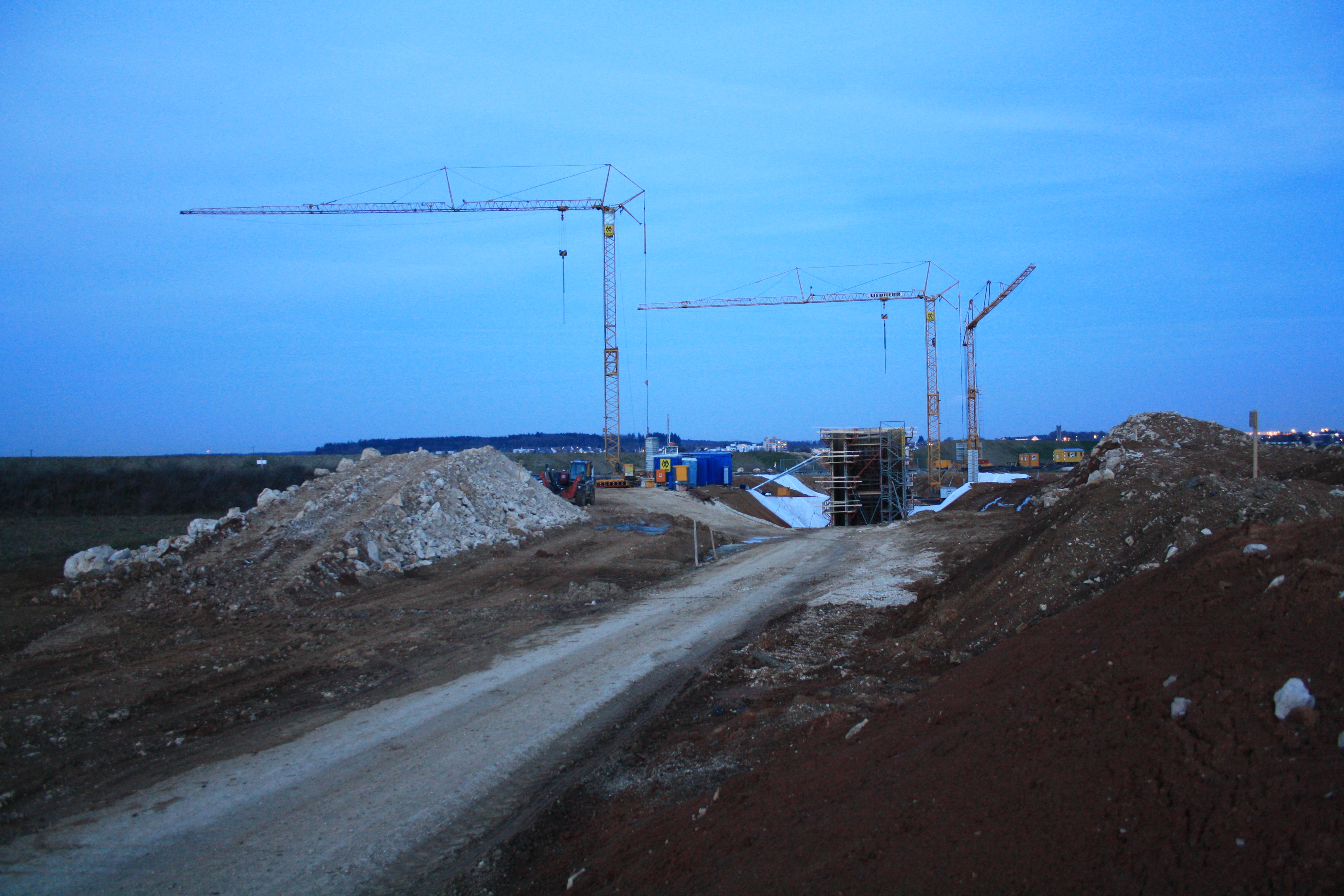
Gemeindeverbindungsstraße zwischen Böttingen und Dornstadt, die künftig über die NBS geführt werden soll (Februar 2014)

### Inbetriebnahme

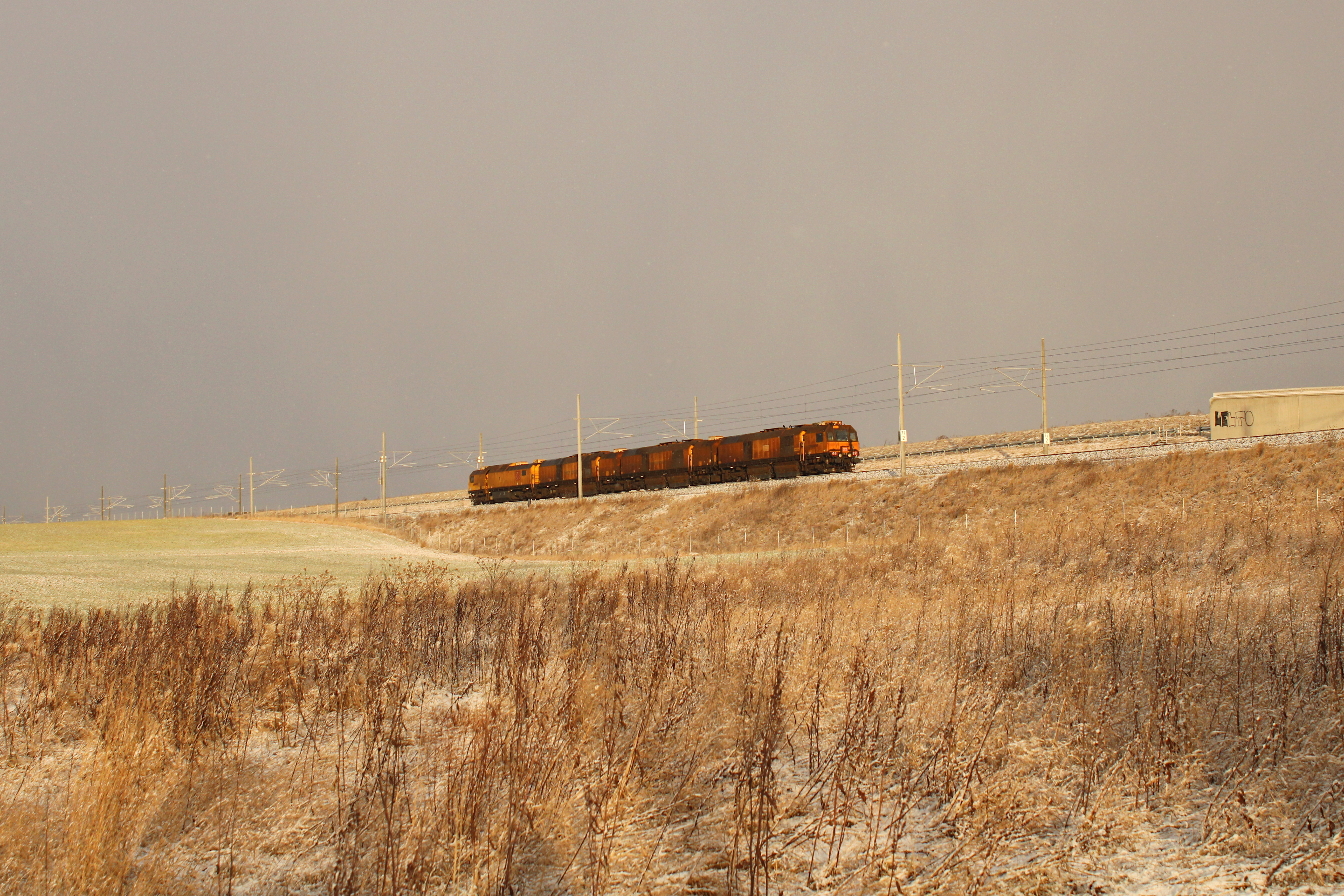
Vor Beginn der Testfahrten wurden mit dem Schleifzug HSM 802 die Schienen geschliffen, hier am 6. Januar 2022 zwischen Temmenhausen und Tomerdingen

Die Fertigstellung war in der Finanzierungsvereinbarung von April 2009 für spätestens Dezember 2019, zusammen mit Stuttgart 21, vorgesehen. Im März 2012 wurde die Inbetriebnahme um ein Jahr, auf Dezember 2020, verschoben. Laut einem Medienbericht von März 2012 habe die Deutsche Bahn intern aufgrund von Verzögerungen bei der Planfeststellung unter Umständen mit einer Inbetriebnahme erst im Dezember 2021 gerechnet. Laut einer Stellungnahme würde dieser Fall eintreten, wenn verschiedene Prämissen nicht oder nur teilweise erfüllt werden könnten. So ging das Papier für den Planfeststellungsabschnitt 2.1ab von einem Planfeststellungsbeschluss im Jahr 2014 und dem Baubeginn im Jahr 2015 aus. Laut einem Bericht von Januar 2013 plante die Deutsche Bahn intern, nach Entscheidungen über den Filderdialog über den zunächst für Dezember 2020 geplanten Inbetriebnahmetermin zu entscheiden. Im Juni 2013 war die Inbetriebnahme für Dezember 2021 geplant. Im Januar 2018 wurde die Verschiebung des Termins auf Ende 2022 bekannt. Als Ursache wurden aufwendige Planänderungsverfahren für den Artenschutz im Albvorland angegeben.
Am 31. Januar 2022 wurden die Strecke und die Bahnstromleitungen unter Spannung gesetzt, Hochtastfahrten begannen im Februar. Anfang März fuhr ein advanced TrainLab (ICE TD) mit 20 km/h über die Strecke. Die Hochtastfahrten sollten „in den kommenden Wochen“ erfolgen. Bei einer Fahrt am 28. März 2022 erreichte der ICE-S mit Landesverkehrsminister Winfried Hermann und Bahninfrastrukturvorstand Ronald Pofalla an Bord 250 Kilometer in der Stunde, hatte aber wegen einer Signalstörung große Verspätung.

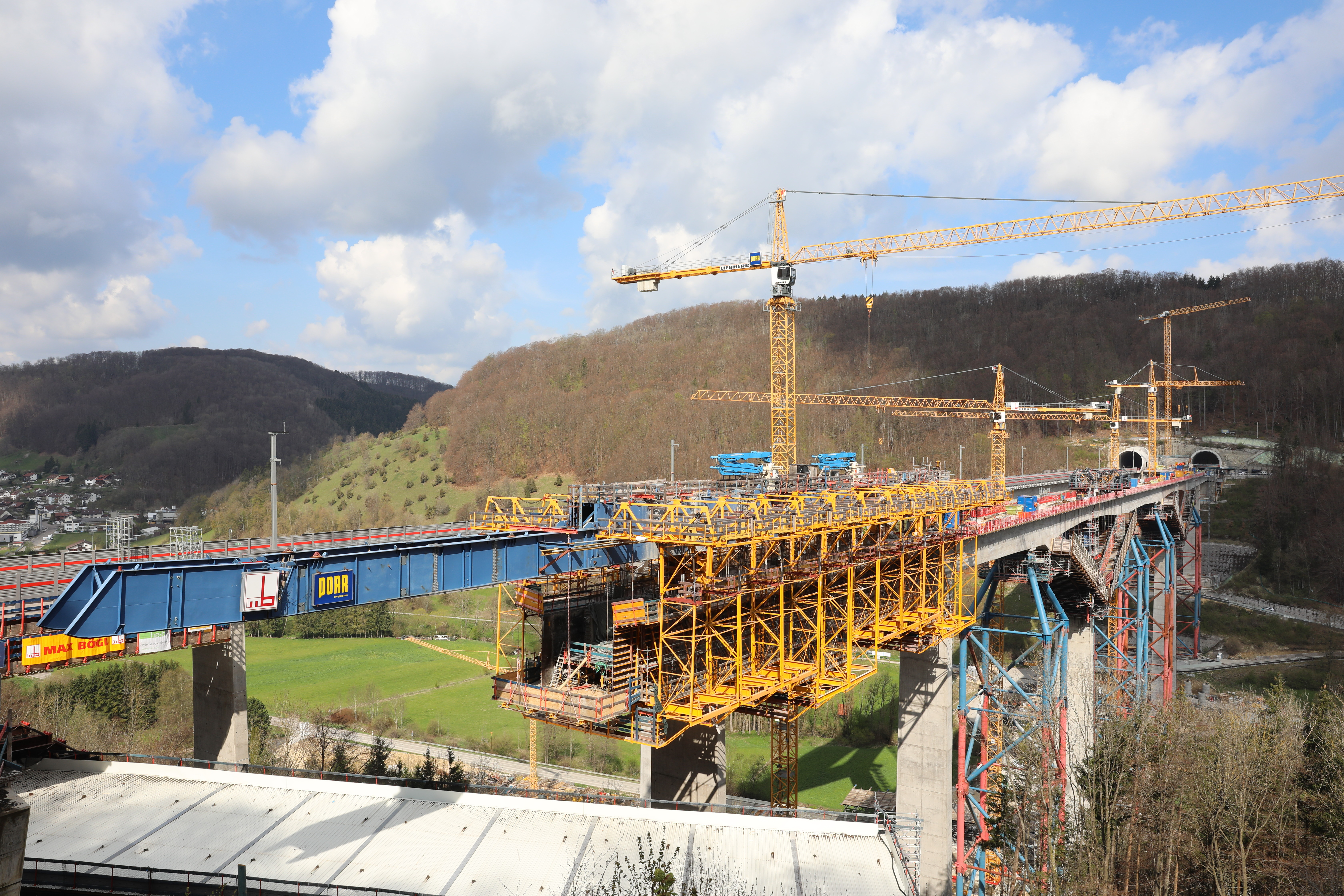
Bauzustand an der Filstalbrücke (Mai 2021)

Aufgrund von Bauverzögerungen an der Filstalbrücke wurde zwischenzeitlich eine eingleisige Inbetriebnahme erwogen. Im Juli 2020 kündigte die Bahn an, beide Gleise gleichzeitig in Betrieb nehmen zu wollen. Da die Zeit für notwendige Hochtastfahrten fehlte, ging die DB davon aus, das nördliche Streckengleis (Regelfahrtrichtung von Ulm nach Wendlingen) nur für 160 statt 250 km/h zulassen zu können. Im Juli 2022 gab die DB bekannt, die Hochtastfahrten durchführen zu können und die Zulassung beider Gleise für 250 km/h anzustreben.

### Eröffnung
Am 9. Dezember 2022 fand die offizielle Eröffnung der Strecke statt. In einem Sonderzug fuhren Politiker und Prominente, darunter der baden-württembergische Ministerpräsident Winfried Kretschmann, der Staatssekretär im Bundesverkehrsministerium und Beauftragter der Bundesregierung für den Schienenverkehr Michael Theurer und Bahndirektor Richard Lutz von Stuttgart nach Ulm. Bei einem Festakt im Hauptbahnhof Ulm sagte Kretschmann, die Städte Ulm und Stuttgart würden durch die neue Eisenbahnverbindung näher zusammenrücken: „Heute ist ein guter Tag für Baden-Württemberg, Deutschland und Europa.“ Danach ging es zurück zur Eröffnung des neuen Bahnhofs Merklingen. Mit dem Fahrplanwechsel am 11. Dezember 2022 wurde der planmäßige Verkehr aufgenommen.

### Betrieb
Die Strecke war vom 6. bis 15. Februar 2024 vollständig gesperrt, vom 23. Februar bis 4. März entfiel der Regionalverkehr. Begründet wurde dies mit „Arbeiten im Bahnhof Ulm für den künftigen Anschluss an das neue Elektronische Stellwerk (ESTW) in Ulm“. Vom 11. bis 18. März 2024 entfiel aus demselben Grund nochmals der Regionalverkehr auf der Strecke. Vom 6. Mai bis einschließlich 17. Mai 2025 sollte die Strecke aufgrund von „Arbeiten an der Leit- und Sicherungstechnik“ zur Anbindung von Stuttgart 21 in der Regel täglich erst ab 17 Uhr befahren werden. Unter anderem sollte in einem der Stellwerke entlang der Strecke eine neue Software installiert werden.
Ab Ende 2024 waren Testfahrten mit ATO über die Strecke geplant. Seit 22. April 2025 wird der digitale Befehl auf der Strecke betriebserprobt.

## Kosten und Finanzierung
| Planfest- stellungsabschnitt | Veranschlagte Kosten (Mio. Euro, Stand 2014, veraltet) |
| ---------------------------- | ------------------------------------------------------ |
| 2.1                          | 0798,7                                                 |
| 2.2                          | 1074,3                                                 |
| 2.3                          | 0479,4                                                 |
| 2.4                          | 0443,0                                                 |
| 2.5                          | 0143,8                                                 |
| Summe                        | 2939,2                                                 |

### Vorgeschichte
Im März 2000 knüpften die Vertreter der Bundesregierung im Aufsichtsrat der DB ihre Zustimmung zum Projekt Stuttgart 21 an die Bedingung, dass die Schnellfahrstrecke und das Projekt Stuttgart 21 zeitgleich realisiert würden. Daraufhin entschloss sich das Land Baden-Württemberg, die komplette Vorfinanzierung der Schnellfahrstrecke unter dieser Bedingung zu übernehmen.
Mitte Februar 2001 hatten sich Bund und Land überraschend über die Finanzierung von Stuttgart 21 und der Schnellfahrstrecke nach Ulm geeinigt. Dabei verpflichtete sich das Land, die Kosten der Schnellfahrstrecke komplett vorzufinanzieren. Ein Kredit, dessen Zusatzkosten für das Land (je nach Zinsentwicklung) auf bis zu eine Milliarde D-Mark geschätzt wurden, sollte vom Bund demnach in acht Jahrraten ab 2011 zurückgezahlt werden. Eine Anfang 2001 von einer Wirtschaftsprüfungsgesellschaft vorgelegte Wirtschaftlichkeitsuntersuchung erwartete gegenüber den kalkulierten drei Milliarden D-Mark ein Kostenrisiko von mindestens 420 Millionen D-Mark. Das Gutachten wurde unter Verschluss gehalten.
Anfang 2002 wurden 1,5 Milliarden Euro, zum Stand von 1998, angegeben.
Laut einem Medienbericht von Juli 2011 habe die Deutsche Bahn intern das Projekt im Oktober 2002 mit mindestens 2,3 Milliarden Euro kalkuliert (inklusive Preissteigerungen 2,6 Milliarden Euro). Gegenüber dem vorherigen Planungsstand hätten sich die Baukosten um 470 Millionen Euro erhöht. Der offizielle Kostenstand lag zu diesem Zeitpunkt bei 1,35 Milliarden Euro. Die Mehrkosten wurden der Landesregierung von Baden-Württemberg auf einer Sitzung am 4. Juli 2003 kommuniziert. Die Kosten sollten laut Protokollvermerken nicht an die Bundesregierung kommuniziert werden, um in der Erarbeitungsphase des Bundesverkehrswegeplans 2003 keine „unzeitgemäße Diskussion“ auszulösen.
Im Oktober 2004 wurden die erwarteten Kosten von 1,5 auf 2,025 Milliarden Euro angehoben. Die Kostensteigerungen hätten sich durch Änderungen in der Linienführung und vergleichsweise ungünstige neue geologische Erkenntnisse ergeben. Nach diesen Planungen sollte der Bund im Jahr 2016 231 Millionen Euro und im Jahr 2017 288 Millionen Euro übernehmen.
2006 führte die Deutsche Bahn eine weitere Wirtschaftlichkeitsuntersuchung zu Stuttgart 21 und der Schnellfahrstrecke durch. Die von der Bahn als Geschäfts- und Betriebsgeheimnis eingestufte Studie wurde 2007 im Auftrag des Bundesverkehrsministeriums durch einen Wirtschaftsprüfer geprüft.
Ende August 2006 war die Finanzierung von 500 Millionen Euro der geschätzten zwei Milliarden Euro Gesamtkosten ungeklärt. Bei einem Spitzengespräch zwischen Bund, Land und Bahn am 23. Oktober 2006 stand die Notwendigkeit des Vorhabens außer Frage, der Bund sah sich jedoch mit Verweis auf die Finanzierung des Projekts Nürnberg–Berlin nicht vor 2015 im Stande, in die Finanzierung einzusteigen. Von diesen zwei Milliarden Euro Gesamtkosten sollten der Bund und die Deutsche Bahn 1,54 Milliarden Euro übernehmen, das Land 498 Millionen Euro. Daneben bot das Land eine Vorfinanzierung des Bundesanteils an, um 2009 mit dem Bau beginnen zu können.
Im Rahmen einer Absichtserklärung einigten sich am 19. Juli 2007 Bund, Land, Stadt, Bahn und der Verband Region Stuttgart darauf, den Baubeginn für Stuttgart 21 und der Schnellfahrstrecke auf 2010 vorzuziehen. Bei voraussichtlichen Kosten von rund zwei Milliarden Euro erklärte sich das Land Baden-Württemberg bereit, bis 2016 insgesamt 950 Millionen Euro in die Schnellfahrstrecke zu investieren. Der Bund verpflichte sich dabei, die Anschlussfinanzierung ab 2016 sicherzustellen und das Baukostenrisiko zu übernehmen sowie TEN-Zuschüsse für das Projekt bei der Europäischen Union zu beantragen.
Das Land erbrachte seinen Anteil in sechs Raten zwischen 2010 und 2015. Das Land finanzierte seinen Anteil an Stuttgart 21 und der Schnellfahrstrecke nach Ulm aus einer 2008 gebildeten Rücklage, einschließlich der daraus auflaufenden Zinsen. Falls die Landesmittel vor 2016 aufgebraucht sein sollten, finanziere die Deutsche Bahn bis zu 130 Millionen Euro zwischen. Die vereinbarten Finanzierungsbeiträge des Bundes liegen zwischen 50 und 289 Millionen Euro pro Jahr und wurden bzw. werden in den Jahren 2016 bis 2020 erbracht.
Der damalige Ministerpräsident Günther Oettinger begründete den Einsatz von Steuermitteln mit der Gewinnung von Zeit, die durch den von 2016 auf 2010 vorgezogenen Baubeginn entsteht. Die Kofinanzierung des Bundesprojektes sei in Summe billiger, als Zinsen für Bankkredite einer möglichen privaten Vorfinanzierung aufzuwenden. Nach Angaben der Bundesregierung war eine Bundesfinanzierung der Schnellfahrstrecke vor 2017 nicht möglich, da die Haushaltsmittel für andere Projekte im Investitionsrahmenplan für Verkehrsprojekte benötigt wurden (Stand: Mai 2007). Würde Stuttgart 21 scheitern, wäre eine Bundesfinanzierung der Strecke frühestens 2016 möglich und damit nicht sehr wahrscheinlich. Ferner würde eine Nichtrealisierung die verkehrliche Wirkung der Neubaustrecke Rhein/Main–Rhein/Neckar gefährden.
Am 2. April 2009 wurde der Finanzierungsvertrag über die Realisierung von Stuttgart 21 und der Schnellfahrstrecke abgeschlossen. Dieser sieht Investitionen in Höhe von 2,025 Milliarden Euro für die Schnellfahrstrecke vor. Das Land trägt davon 950 Millionen Euro. Die übrigen 1,05 Milliarden Euro werden vom Bund nach § 8 Abs. 1 BSWAG getragen. Der Bund trägt ferner das Baukostenrisiko. Die Übernahme des gesamten Baukostenrisikos sei nach Angaben des Bundesverkehrsministeriums bei Projekten des Bundesverkehrswegeplans üblich. Die Deutsche Bahn wollte sich mit Eigenmitteln in Höhe von 150 Millionen Euro an den Gesamtkosten beteiligen.
Die dem zugrunde liegende Kostenberechnung basierte auf dem Preis- und Planungsstand von 2004 und wurde auf Basis der Ergebnisse der Entwurfsplanung fortgeschrieben. Die Finanzierung durch den Bund sollte demnach ab 1. Januar 2016 erfolgen; den Bundesanteil übernimmt bis dahin das Land Baden-Württemberg auf Basis der Finanzierungsregeln des Bundes. Aufgrund der schwierigen Geologie wurden hohe Risikozuschläge in die Baukosten einkalkuliert. Gemeinsam mit dem Projekt Stuttgart 21 wurde darüber hinaus ein Risikofonds in Höhe von 1,45 Milliarden Euro eingerichtet. Die Kostenschätzung basierte auf dem Preisstand von 2004.
Die Europäische Union stellte für die Strecke 101,45 Millionen Euro bis 2013 bereit. In den Jahren 2007 bis 2009 steuerte die EU bereits rund 2,4 Millionen Euro bei. Bis 2008 wurden etwa 130 Millionen Euro für die Planung des Projekts verausgabt. In den Jahren 2012 und 2013 beteiligte sich die Europäische Union mit 20,6 Millionen Euro an der Finanzierung der Strecke. Bis 2020 sind weitere EU-Mittel von bis zu 432,9 Millionen Euro vorgesehen.
Der Haushaltsausschuss des Deutschen Bundestages gab am 20. November 2008 Bundesmittel in Höhe von 1,55 Milliarden Euro für Stuttgart 21 und die Schnellfahrstrecke frei.
Der Bundesrechnungshof ging Ende 2008 von Kosten in Höhe von 3,2 Milliarden Euro aus. Diese Untersuchung basiert auf Maßstäben des Bundesverkehrsministeriums. Das Büro Vieregg-Rössler ermittelte im September 2010 in einer Studie 5,3 Milliarden Euro als wahrscheinliche Kosten und gab eine mögliche Bandbreite von 4,6 Milliarden bis etwa 10 Milliarden Euro an. Als Hauptgrund für die große Bandbreite benannten die Gutachter die Ungewissheit, inwieweit auf die kostenintensive Neue Österreichische Tunnelbauweise verzichtet werden könne und würde. Die Deutsche Bahn widersprach dem Gutachten.

### Kostenschätzung von Juli 2010
Die Gesamtkosten des Projekts wurden im Juli 2010, zum Preis- und Planungsstand von 2010, auf 2,9 Milliarden Euro geschätzt. Davon entfielen 2,5 Milliarden Euro auf Baukosten, 399 Millionen Euro auf Planungskosten sowie 25 Millionen Euro auf amtliche Gebühren. Von den Baukosten entfielen dabei beispielsweise 1,5 Milliarden Euro auf Tunnel, 340 Millionen Euro auf den Bahnkörper, 135 Millionen Euro auf den Oberbau sowie 113 Millionen Euro auf die Fahrleitungsanlage. Ein Puffer für zukünftige Preissteigerungen war nicht enthalten. Laut einem Pressebericht von Mitte Januar 2013 ging die Deutsche Bahn im September 2012 intern, unter Berücksichtigung der Inflation bei unverändertem Realwert, von Gesamtkosten von 3,26 Milliarden Euro aus. Die Finanzierung dieser Mehrkosten sei ungeklärt.
Die gegenüber der vorherigen Prognose von 2004 (2,0 Milliarden Euro) entstandenen Mehrkosten von 865 Millionen Euro resultieren laut Bahnangaben aus der bis dahin detaillierteren Planung (665 Millionen Euro) sowie der Inflation (200 Millionen Euro). In den Mehrkosten waren unter anderem 25 zusätzliche Querschläge in den Tunneln sowie Kosten für eine ETCS-Ausrüstung der Strecke enthalten.
Die auf dieser Kostenschätzung aufbauende Kosten-Nutzen-Analyse des Bundesverkehrsministeriums wies einen Nutzen-Kosten-Faktor von 1,2 aus. Unter der Annahme, dass die Mottgers-Spange und weitere Ausbau zwischen Fulda und Erfurt auf absehbare Zeit nicht realisiert werde, erhöhe sich dieser Wert auf 1,5. Dabei wurde das Vorhaben „ABS/NBS Stuttgart – Ulm – Augsburg inkl. Einbindung in den Knoten Stuttgart“ gesamthaft bewertet und die Kosten von Stuttgart 21 nur der Bundesanteil nach BSchWAG zu Grunde gelegt. Mit Realisierung des Vorhabens sollte das Fernverkehrsangebot zwischen Stuttgart und Ulm von 33 auf 48 Zugpaare pro Tag zunehmen, darüber hinaus waren 18 Zugpaare des Regionalverkehrs zwischen Wendlingen und Ulm geplant.

### Finanzierung der Mehrkosten
Gespräche zwischen Bund, Land und Bahn über die Finanzierung der 2010 bekannt gewordenen Mehrkosten begannen im Juli 2010 und dauerten im November 2010 und März 2011 an.
Das Land Baden-Württemberg dementierte im September 2010 und März 2011 Berichte über derartige Gespräche. Es gehe von einer Übernahme der Mehrkosten durch den Bund aus. Laut einem Medienbericht sollten sich DB und Land an den Mehrkosten beteiligen.
Der Bund prüfte im Herbst 2010 die Kostensteigerungen auf Stimmigkeit und kündigte an, trotz der gestiegenen Kosten die Finanzierung ab 2016 sicherzustellen. Laut einem Medienbericht habe die DB zwischenzeitlich versucht, die Kosten unter das Niveau von 2004 zu senken und den Nutzen zu erhöhen. Dies habe jedoch das Bundesverkehrsministerium nicht akzeptiert.
Im Herbst 2010 erklärte ein Vertreter des Bundesverkehrsministeriums, die Mehrkosten von 865 Millionen Euro sollten in erster Linie durch so genannte „Drittmittel“ abgedeckt werden, ohne weitere Details zu nennen. Zur Finanzierung des Bundesanteils sollte auch ein Teil der rund einer Milliarde Euro Mittel eingesetzt werden, die von 2012 bis 2015 zusätzlich in das Schienennetz investiert werden sollten. Diese Mittel stammten wiederum teilweise aus der Dividende, die die Deutsche Bahn AG ab 2011 an den Bund abführt.
Die Deutsche Bahn beantragte am 9. Februar 2011 formal eine Kostenfortschreibung. Damit sollte die Finanzierung von 2,025 auf 2,89 Milliarden Euro erhöht werden. Das EBA empfahl dem Bundesverkehrsministerium am 22. August 2011 die Fortschreibung. Mit dem Inkrafttreten des Bundeshaushalts 2012 könne die Finanzierungsvereinbarung fortgeschrieben werden. Die Änderungsvereinbarung wurde am 15. März 2012 geschlossen. Der Bund übernehme demnach 1.770,1 Millionen Euro. Im Jahr 2016 solle er 102,1 Millionen Euro beisteuern, im Jahr 2017 399,0 Millionen Euro. Ab dem Jahr 2018 seien noch 1269 Millionen Euro zu finanzieren. Laut einem Medienbericht betrage der Eigenanteil der Deutschen Bahn an der Strecke 75 Millionen Euro, im Wesentlichen für den Rückbau vorhandener Anlagen und eine mögliche Überschreitung der Planungskosten.

### Weitere Entwicklung
Laut Bahnangaben von Februar 2014 läge das Projekt rund zehn Prozent unter der Kostenprognose und könne bei gutem Verlauf ein Jahr früher als geplant fertiggestellt werden. Laut Angaben von Bahnchef Rüdiger Grube von Dezember 2014 liege das Projekt mit einem dreistelligen Millionenbetrag unter der Kostenschätzung.
Die erwarteten Kosten der Strecke lagen laut DB-Angaben von Ende 2015 rund 100 Millionen Euro unter dem Budget. Zwei Drittel der Bauleistungen seien, zumeist unter den Kostenschätzungen, vergeben. Es fehlten Bauleistungen an der Albquerung, Bauleistungen im Ulmer Hauptbahnhof und die eisenbahntechnische Ausrüstung. Die erwarteten Kosten der Schnellfahrstrecke lagen laut DB-Angaben Ende 2016 fast zehn Prozent unter dem Finanzierungsrahmen von 3,26 Milliarden Euro.
Bis März 2015 leistete das Land Zahlungen von insgesamt 324 Millionen Euro. Bis Ende 2016 sollten die übrigen 626 Millionen Euro ausgezahlt werden. Bis Dezember 2015 waren rund 600 Millionen Euro verausgabt, die ausschließlich vom Land getragen wurden. Das Land rechnet damit, dass bis Anfang 2017 der restliche Zuschuss abgerufen sein werde. Nachdem die Europäische Union die Schnellfahrstrecke mit bis zu 433 Millionen Euro bezuschussen wird, werden die noch ausstehenden Zahlungen des Landes später fällig.
Im Januar 2018 folgte der Aufsichtsrat der Deutschen Bahn Beschlüssen des DB-Vorstandes und Erkenntnissen eines neuen, von PwC und Emch+Berger im Auftrag der DB angefertigten Gutachtens und legte die Erhöhung der Gesamtkosten auf 3,7 Milliarden fest. Als Hauptursachen der Mehrkosten wurden geologische Risiken sowie die Errichtung eines Elektronischen Stellwerks in Ulm angegeben. Die Kostenprognose lag zu Ende des 3. Quartals 2018 weiterhin bei 3,7 Mrd; Euro. 73 Prozent der Bauleistungen seien vergeben gewesen.
Im zweiten Quartal 2020 lagen die vertraglich gebundenen Leistungen bei 3,3 Milliarden Euro, der Gesamtwertumfang weiterhin bei 3,7 Milliarden Euro. Mitte 2021 wurde der kommunizierte Gesamtwertumfang von 3,70 Milliarden Euro auf 3,99 Milliarden Euro angehoben. Die Anhebung sei Preissteigerungen, der rechnerischen Inflationsfortschreibung sowie einer späteren Inbetriebnahme geschuldet.

## Verkehr

### Verkehrsprognosen
Das Projekt wurde als Teil der NBS/ABS Stuttgart–Ulm–Augsburg im Bundesverkehrswegeplan 1992 geführt. Die zugrunde liegende Verkehrsprognose sah auf der Schnellfahrstrecke 70 Personenfern- und 80 Güterzüge pro Tag und Richtung für das Jahr 2010 vor. Mitte 1994 rechnete die Deutsche Bahn mit 50 Personenfern- und 20 Güterzügen. Die Entmischung von schnellem und langsamem Verkehr (Netz 21) war dabei noch nicht berücksichtigt.
Im Sommerfahrplan 2001 verkehrten täglich 93 Fern-, 128 Regional- und 106 Güterzüge sowie 130 S-Bahn-Züge auf der Bestandsstrecke. Im Zuge der Aktualisierung der Planung für den Bundesverkehrswegeplan 2003 wurden im Korridor Stuttgart–Ulm unter anderem 20 Zugpaare „leichten und schnellen“ Güterverkehrs auf die Schnellfahrstrecke verlegt, um die Bestandsstrecke zu entlasten und schnellere Verbindungen zu ermöglichen. Diese Anpassung habe laut Bahnangaben keine Auswirkungen auf die Gesamtzahlen in den jeweiligen Korridoren.
Nach dem Planungsstand von 2007 sollte nach Fertigstellung der Schnellfahrstrecke die Zahl der Züge von Stuttgart nach Ulm von 30 auf 53 gesteigert werden. Das Betriebskonzept sah 2010 drei Fernzüge pro Stunde und Richtung auf der Schnellfahrstrecke vor. Darüber hinaus waren in der Hauptverkehrszeit bis zu zwei schnelle Regionalzüge pro Stunde und Richtung vorgesehen. Das Land Baden-Württemberg plante die Ausschreibung des Regionalverkehrs, wenn der genaue Fertigstellungstermin klar sei. Es kündigte im Juni 2018 an, von Dezember 2022 bis voraussichtlich Dezember 2025 einen Regionalverkehr von Stuttgart über Plochingen und Wendlingen nach Ulm einzurichten. Vorgesehen sind rund 600.000 Zugkilometer pro Jahr. In dem der Planfeststellung ursprünglich zugrunde gelegten Betriebsszenario 2015 wurden im Korridor zwischen Wendlingen bzw. Plochingen und Ulm pro Tag 168 Schienenpersonenfernverkehrszüge, 124 Nahverkehrszüge und 212 Güterzüge erwartet. 2004 wurden diese Zahlen entsprechend der Verkehrsprognose des Bundesverkehrswegeplans 2003 aktualisiert (ebenfalls mit Bezugsjahr 2015). Demnach wurden im Korridor 154 Fernverkehrs-, 86 Nahverkehrs- und 170 Güterzüge sowie 134 S-Bahnen erwartet. Für den Hauptbahnhof Stuttgart wurde dabei mit 53 Fernverkehrs-Abfahrten pro Tag nach Ulm über die Schnellfahrstrecke gerechnet, 16 Fernzüge sollten über die Bestandstrecke (Göppingen) verkehren.
Im Rahmen der Bedarfsplanüberprüfung 2010 wurden 49 Zugpaare des Schienenpersonenverkehrs auf der Strecke erwartet, nachts 16 des Güterverkehrs. Rund die Hälfte der im Korridor zwischen Plochingen und Ulm erwarteten Güterzüge wurden nachts erwartet, rund 40 Prozent lägen unter der angenommenen Gewichtsgrenze der Schnellfahrstrecke von 1050 t und könnten diese grundsätzlich befahren. Im Modell wurden Züge des unbegleiteten kombinierten Verkehrs sowie Ganzzüge mit einem Gesamtgewicht zwischen 460 und 618 t über die Schnellfahrstrecke geführt. Güterzüge würden demnach wegen geringfügig kürzerer Reisezeiten den Weg über die Schnellfahrstrecke wählen. Für die Bewertung der Wirtschaftlichkeit des Vorhabens sei die Wahl des Weges zwischen Stuttgart und Ulm allerdings nicht von Bedeutung, da die Kapazität im Korridor zwischen Wendlingen und Ulm in jedem Fall erweitert würde. Laut Angaben der Bundesregierung habe der Güterverkehr zu einem Viertel des Gesamtnutzens beigetragen. Dabei sei der Mehrverkehr auf der Schiene aufgrund der Schnellfahrstrecke bewertet worden, beispielsweise durch die aufgrund der Verlagerung des Personenfernverkehrs entstehenden Kapazitäten für Güterverkehr auf der Bestandsstrecke. Einfache Verlagerungen von Verkehren von der Bestands- auf die Schnellfahrstrecke seien dagegen nicht bewertet worden.
Die Auslastung der Bestandsstrecke solle nach Fertigstellung der Schnellfahrstrecke „im wirtschaftlich optimalen Bereich“ liegen.
Eine Verkehrsprognose erwartete einen Anstieg der Fahrgastzahlen zwischen Stuttgart und Ulm von rund 19.000 (2010) auf etwa 32.000 Fahrgäste pro Tag (im Jahr 2025). Auf der Schnellfahrstrecke wurden dabei 28.500 Reisende erwartet. Für den Regionalverkehr wurde der Prognose angebotsseitig das Fahrplankonzept 2020 des Landes zu Grunde gelegt.

### Seit Eröffnung

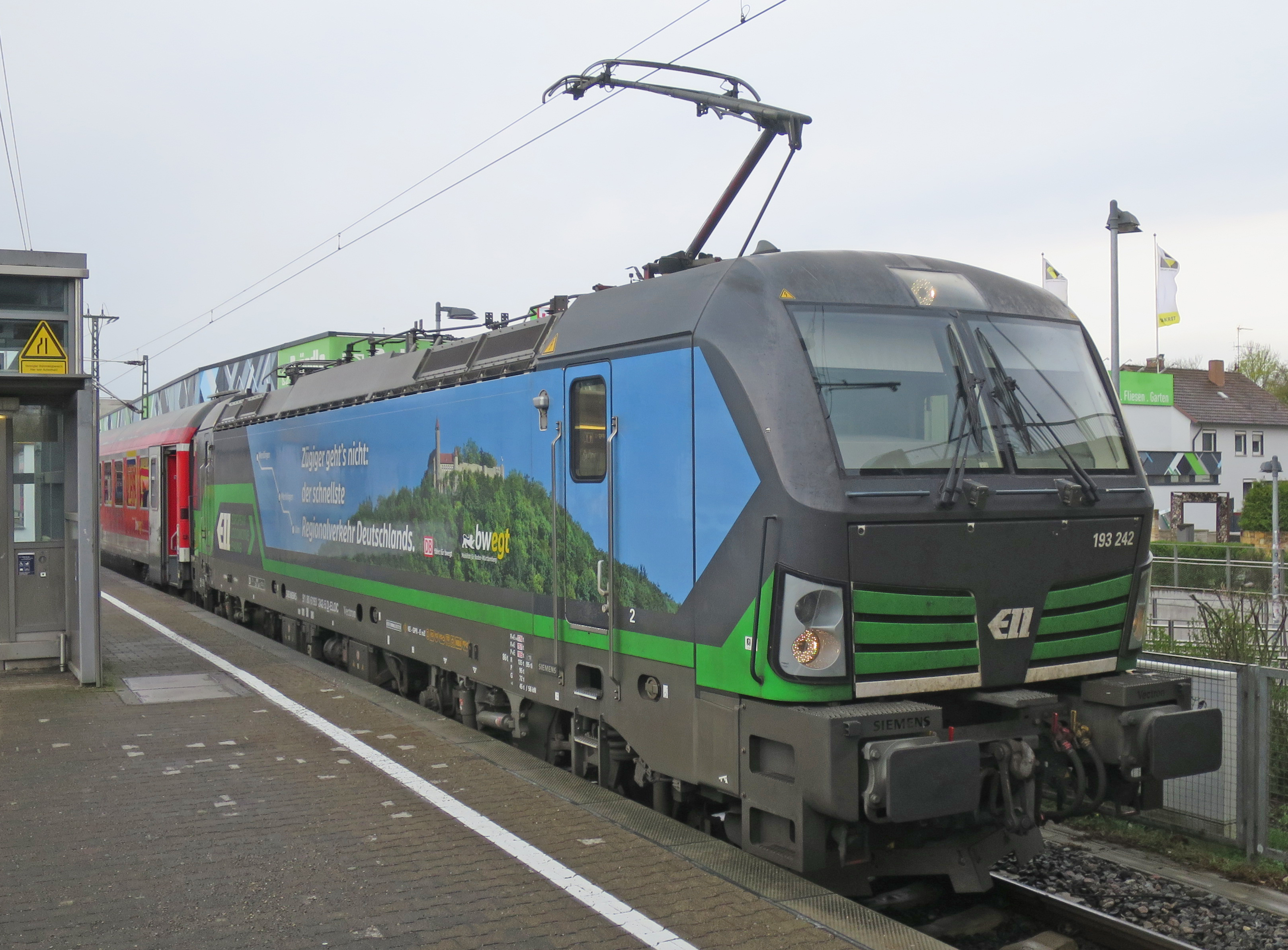
Lokomotive des RE 200 mit Werbeeaufschrift Zügiger geht's nicht: Der schnellste Regionalverkehr Deutschlands

Aufgrund der verzögerten Inbetriebnahme von Stuttgart 21 erfolgte eine vorgezogene Inbetriebnahme der Schnellfahrstrecke. Zwischen Stuttgart Hauptbahnhof und Wendlingen befahren die Züge dabei die Bestandsstrecken, in dem rund 12 km langen Abschnitt zwischen Wendlingen und der Überleitstelle Nabern erfolgt eingleisiger Betrieb. Durch die Verlagerung von Fernverkehr auf die Schnellfahrstrecke konnte das Regionalverkehrsangebot auf der Bestandsstrecke ausgebaut werden.
Da bis zur Inbetriebnahme der Schnellfahrstrecke Stuttgart–Wendlingen auf dem etwa neun Kilometer langen Abschnitt zwischen der Güterzuganbindung und der Überleitstelle Nabern nur ein Gleis genutzt werden kann, können zunächst nicht alle Züge die Schnellfahrstrecke befahren. Nach Angaben der Deutschen Bahn von Ende 2020 sei eine Nutzung durch dreieinhalb Züge pro Stunde in Summe beider Richtungen möglich. Es war vorgesehen, die jeweils zweistündlichen Intercity-Express-Linien 11 und 60 sowie einzelne weitere Fernverkehrszüge über die Strecke zu führen. Nach dem Planungsstand von Ende 2021 sollte neben diesen beiden Linien auch die zweistündliche ICE-Linie 47 über die Strecke geführt werden. Die ICE-Linie 42 und die EC-Linie 62 sollen zunächst auf der Bestandsstrecke verbleiben. Die Fahrzeit zwischen Stuttgart und Ulm reduzierte sich nach der Inbetriebnahme für Züge, die über die Neubaustrecke fahren, um 10 bis 15 Minuten.
Die ursprünglich für das vierte Quartal 2019 vorgesehene Ausschreibung des Regionalverkehrs für den Zeitraum 2022 bis 2025 verzögerte sich, da die Deutsche Bahn die benötigten und zugesagten Daten nicht rechtzeitig lieferte. Der Auftrag wurde im Oktober 2020 bekanntgemacht. In einer ersten Stufe waren ein Stundentakt zwischen Ulm und Merklingen sowie ein Zwei-Stunden-Takt zwischen Ulm und Wendlingen mit insgesamt rund 600.000 Zugkilometern pro Jahr vorgesehen, in einer zweiten Stufe ein Stundentakt zwischen Ulm und Wendlingen mit rund 800.000 Zugkilometern jährlich. Letztendlich wurde nur die zweite Betriebsstufe und diese gleich mit Aufnahme des Betriebs zum Dezember 2022 umgesetzt. Eine Durchbindung von Wendlingen nach Stuttgart sei aufgrund hoher Belastung der Bestandsstrecke vor der Inbetriebnahme von Stuttgart 21 nicht möglich. Der entsprechende Verkehrsvertrag zum Betrieb des RE 200 wurde an DB Regio vergeben, die sich gegen einen weiteren Bieter durchsetzte, und am 30. November 2022 unterzeichnet.
Im Fahrplanjahr 2023 waren fahrplanmäßig maximal fünf Züge pro Stunde (Summe beider Richtungen) auf der Schnellfahrstrecke unterwegs. Im ersten Betriebsjahr fuhren 29.948 Züge über die Strecke, jeweils ungefähr zur Hälfte Fern- und Regionalverkehr. 153 über die Schnellfahrstrecke geplante Fernverkehrszüge wurden über die Altstrecke gefahren, umgekehrt 1170 verspätete Züge über die SFS umgeleitet.
Im Januar 2024 befuhr während des Streiks der Gewerkschaft Deutscher Lokomotivführer erstmals ein Güterzug die Strecke. Seit dem Fahrplanwechsel am 15. Dezember 2024 fahren zwei Zugpaare der Westbahn über die Strecke. Zum Einsatz kommen dabei Fahrzeuge vom Typ Stadler KISS.

### Ab Inbetriebnahme von Stuttgart 21
Das Betriebsprogramm für den 2011 durchgeführten Stresstest zu Stuttgart 21 sah ein Grundangebot von viereinhalb Zügen pro Stunde und Richtung über die Strecke vor, davon 3,5 Fernzüge und einen Regionalzug. Zur Spitzenstunde (Ankunft 7:00 bis 7:59 Uhr im Hauptbahnhof Stuttgart) waren 12 Züge Richtung Stuttgart vorgesehen, davon 10 Fern- und 2 Regionalzüge. Auf der Strecke dürfen keine Züge mit offenen, beladenen Autotransportwagen verkehren.
Für den Zeitraum ab der Inbetriebnahme von Stuttgart 21 war 2016 ein zusätzlicher Stundentakt im Fernverkehr zwischen Stuttgart und Ulm vorgesehen, indem in Stuttgart endende Linien nach München verlängert werden. Somit würde mindestens ein Halbstundentakt zwischen Stuttgart und München angeboten werden. Im Regionalverkehr zwischen Stuttgart und Ulm ist ein stündliches Angebot vorgesehen, wobei mit Zwischenhalten am Flughafen und in Merklingen zwischen den beiden Hauptbahnhöfen eine Reisezeit von unter 45 Minuten realisiert werden soll. Die Linie soll von Stuttgart über Ulm nach Friedrichshafen und Lindau führen.
Der 2018 vorgelegte erste Gutachterentwurf des Deutschlandtakts sah für 2030 ein Grundangebot mit vier Fernverkehrszügen pro Stunde und Richtung über die Strecke vor: Ein Halbstundentakt mit 250 km/h schnellen Fernverkehrszügen zwischen Frankfurt und München wurde ergänzt durch ein stündliches Angebot mit 230 km/h schnellen Zügen (Karlsruhe–Wien, teils darüber hinaus), eine zweistündliche Linie Paris–München (mit 300 km/h schnellen Zügen) sowie eine zweistündliche Linie zwischen Hamburg und Ulm (ebenfalls mit 300-km/h-Zügen). Die planmäßige Reisezeit zwischen Stuttgart und Ulm (und umgekehrt) betrug dabei 31 Minuten (ohne Halt) bzw. 37 Minuten mit zweiminütigem Halt am Flughafen für die stündliche 230-km/h-Linie sowie 43 Minuten mit achtminütigem Flughafen-Halt für die Linie Hamburg–Ulm. Im Regionalverkehr war darüber hinaus ein stündliches Angebot mit 160 km/h schnellen Zügen vorgesehen, bei dem mit Zwischenhalten am Flughafen und am Bahnhof Merklingen – Schwäbische Alb eine Reisezeit von 40 Minuten erreicht werden sollte. Der im Juni 2020 vorgelegte dritte Entwurf sieht viereinhalb Züge pro Stunde und Richtung vor, darunter dreieinhalb Fernzüge. Zweieinhalb der dreieinhalb Zugpaare sind mit 300 km/h schnellen Zügen mit einer Fahrzeit von zumeist 27 Minuten je Richtung hinterlegt, je ein zweistündlicher Zug je Richtung für 250 km/h (32 Minuten je Richtung) und 230 km/h (38 Minuten je Richtung, mit Halt am Flughafen Stuttgart). Im Schienenpersonenfernverkehr werden nach Umsetzung des Deutschlandtakts 13 Millionen Fahrgäste pro Jahr auf der Strecke erwartet (bei einer durchschnittlichen Sitzplatzauslastung von 60 Prozent), im Nahverkehr drei Millionen. Im Güterverkehr werden pro Tag (Summe beider Richtungen) elf Züge erwartet.

## Betrieb
Die Strecke ist der Streckenklasse D4 zugeordnet. Züge, die über die Strecke fahren, müssen mit ETCS (Baseline 3) ausgerüstet sein. Daher können die TGV-Züge, die von Frankreich nach München verkehren, nicht auf dieser Strecke fahren. Einschränkungen in Bezug auf Lademaßüberschreitungen, Zügen mit Dieseltraktion oder Zuggattung bestehen nicht. Lokbespannte Züge dürfen höchstens 230 km/h fahren.
Die Mindestfahrzeit Stuttgart–Ulm im ICE 3 (einschließlich eines 5-prozentigen Regelzuschlags) wurde 2011 mit 25,5 Minuten angegeben. Die geplante Fahrzeit im Konzept des Landes lag demgegenüber bei 31 Minuten, um bei der unsicheren Fahrzeuglage auf der sicheren Seite zu sein. Mit ICE 3 und ICE 4 sowie zwischenzeitlichen Infrastrukturoptimierungen sollen nach Angaben der Deutschen Bahn kürzere Fahrzeiten als 31 Minuten erreichbar sein. Laut Angaben von 2020 soll die zulässige Geschwindigkeit auf Teilen der Strecke erhöht werden. Anfang 2021 wurde die Fahrzeit eines ICE 3 (Baureihe 403 in Doppeltraktion), einschließlich 1,4 Minuten Bauzuschlag sowie Regelzuschlag, Richtung Ulm mit 26,8 Minuten angegeben, Richtung Stuttgart mit 26,6 Minuten. Die zulässige Geschwindigkeit in der Einbindung der Strecke in Ulm wurde zwischenzeitlich erhöht.
Nach Einschätzung der EU-Kommission von 2007 könnten nur Güterzüge mit einer Höchstgeschwindigkeit von 160 km/h und einer maximalen Anhängelast von 1000 Tonnen die Strecke befahren. Diese Voraussetzungen erfüllten damals nur scheibengebremste Züge. Züge von DB Cargo könnten damit nicht über die Strecke fahren (Stand: 2020). Nach Angaben der Bundesregierung sollen Güterzüge dagegen überwiegend mit 120 km/h fahren, ausgewählte Güterzüge in einzelnen Abschnitten mit 160 km/h. Die auf der Strecke verkehrenden Güterzüge sollen eine Länge von etwa 400 Metern aufweisen. Laut Angaben von DB Netz läge die maßgebende Obergrenze für das Gesamtgewicht von Güterzügen auf der Strecke in Fahrtrichtung Ulm bei 1065 Tonnen, in Richtung Stuttgart 1445 t. Der Güterverkehr soll über Plochingen und Wendlingen am Neckar der Schnellfahrstrecke zugeführt werden. Zwischen 5:30 und 23:00 Uhr hat der Schienenpersonenverkehr Vorrang auf der Strecke, in der übrigen Zeit der Güterverkehr. Züge, die sowohl Reisende als auch Güter befördern, dürfen auf der Strecke nicht fahren.
Für die Strecke Stuttgart–Ulm wollte DB Fernverkehr zwei Lokomotiven der Baureihe 245 als Abschlepploks beschaffen. Da die ETCS-Ausrüstung der Lokomotiven keine Zulassung erhielt, stornierte die DB die Bestellung und bestellte Lokomotiven vom Typ Vectron Dual Mode, die ab 2026 zum Einsatz kommen sollen. Bis dahin stehen Elektrolokomotiven als Abschlepploks bereit; bei einem Ausfall der Stromversorgung werden Diesellokomotiven der Baureihen 218.8 und 285 eingesetzt. Mangels ETCS-Ausrüstung dürfen diese nur aufgrund einer Ausnahmegenehmigung des Bundesverkehrsministeriums auf der Schnellfahrstrecke fahren. Zu den Auflagen gehört die Besetzung des Führerstandes mit zwei Personen sowie das Fahren auf Sicht mit maximal 25 km/h. Mittels Ausnahmezulassung dürfen noch nicht mit ETCS ausgerüstete Nebenfahrzeuge bis Ende 2024 die Strecke auch ohne wirksame Zugbeeinflussung mit bis zu 40 km/h befahren.

## Technik
Auf der Strecke wurde eine Feste Fahrbahn eingebaut. In wenigstens ein Kilometer langen Tunneln kommen neuartige Befahrbarkeitsplatten für Straßenfahrzeuge zum Einsatz. Die Strecke wurde mit ETCS Level 2 (Baseline 3 MR1/SRS 3.4.0) mit regulärer Blockteilung ausgerüstet. An Stelle der zunächst vorgesehenen Ks-Signale und PZB mit langen Blockabständen ist die Strecke nunmehr mit ETCS Level 2 „ohne Signale“ ausgerüstet. Insgesamt wurden 430 Eurobalisen, 27 ETCS-Halttafeln und 92 Blockkennzeichen sowie 9 Ks-Signale (an den Übergängen zu ETCS) aufgebaut. Im gesamten ETCS-Bereich dürfen Wirbelstrombremsen als Betriebsbremse genutzt werden.
Die ETCS-Ausrüstung der Strecke wurde im August 2017 für 4,6 Millionen Euro vergeben. Das Elektronische Stellwerk (ESTW) wurde im gleichen Monat für einen nicht genannten Betrag an Siemens vergeben. Es beinhaltet vier Stellwerksstandorte (Neckartal, Nabern, Merklingen und Albabstieg). Der planmäßige Ausbruchsquerschnitt der Tunnelröhren liegt bei 83,3 Quadratmetern.
Im Projekt wurden mehr als 150 km Oberleitung gebaut. Es kommt weit überwiegend eine Oberleitung der Bauart Re 330 zum Einsatz. Für die Bahnenergieversorgung entstanden bei Merklingen und Nabern neue Unterwerke mit jeweils zwei 15-MW-Trafos; das Unterwerk Merklingen wurde für die Nachrüstung eines dritten Trafos vorbereitet. Auch wurden zwei neue bzw. angepasste Bahnstromleitungen sowie zwei neue Schaltposten (in Wendlingen und Ulm) geschaffen. Für die insgesamt 26 km Bahnstromleitungen wurden 7 neue Maste gebaut, 72 Maste bestehender Leitungen verschoben, 6 Maste ersatzlos zurückgebaut sowie 13 mit einer zusätzlichen Traverse ausgestattet.
Die Strecke wird über 22 Basisstationen mit GSM-R versorgt. Eine alternierende Anbindung der Basisstationen an die übergeordneten Base Station Controller sollte 2022 erprobt werden. Dies ist nicht erfolgt. Die Strecke wird ferner über alle drei öffentlichen Mobilfunkanbieter versorgt. In Tunneln erfolgt die Versorgung aller drei Netzbetreiber über eine von der Telekom betriebene Gemeinschaftsanlage.
Auf der Strecke liegen vier Heißläufer- und Festbremsortungsanlagen.

## Auswirkungen
Im ersten Betriebsjahr wurden rund sechs Millionen Reisende über die Strecke gezählt, darunter rund 800.000 im Regionalverkehr.
Bereits durch die Eröffnung der SFS Wendlingen–Ulm hat sich die kürzeste Strecke von Stuttgart nach Ulm um fast 5 Kilometer verkürzt. Mit der Fertigstellung von Stuttgart 21 wird sie sich von 93 auf rund 85 Kilometer verkürzen.
Die Reisezeit nach der Eröffnung beider Schnellfahrstrecken soll sich von Stuttgart nach Ulm von 54 auf 28 oder 31 Minuten im Fernverkehr und von 60 auf 41 Minuten im Regionalverkehr verkürzen.
Güterzüge können über eine Verbindungskurve von der Filstalbahn die Strecke Richtung Ulm nutzen. Nach Angaben der Bahn werden dadurch Kapazitäten auf der Filstalbahn frei, die für eine Verdichtung des Regionalverkehrs genutzt werden können. Die Schnellfahrstrecke ist mit bis zu 35 ‰ Längsneigung steiler als die Geislinger Steige.
Im Zuge der geplanten Ausweitung des Fernverkehrs zwischen Stuttgart und Ulm wird es zwischen Ulm und Augsburg im Regionalverkehr voraussichtlich vermehrt zu Überholungen und Reisezeitverlängerungen kommen, bis diese Strecke ebenfalls ausgebaut ist.

## Kritik
Das Netzwerk Privatbahnen (heute: Netzwerk Europäischer Eisenbahnen) kritisierte, dass die Schnellfahrstrecke (ebenso wie die Bestandsstrecke) wegen ihrer starken Steigungen von schweren Güterzügen nicht ohne das (kostenintensive) Mitführen einer zweiten Lokomotive oder das Anmieten einer Schublokomotive für den Anstieg überwunden werden könne. Bereits vor dem Bau der Strecke seien erhebliche Umwege für schwere Güterzüge daher günstiger als die Zusatzkosten für Schub- bzw. Zusatzloks zu tragen. Das Nachschieben würde bis zu 1300 Euro pro Zug kosten. Die unmittelbaren Umfahrungsstrecken seien wegen Eingleisigkeit, fehlender Elektrifizierungen sowie nächtlicher Betriebsruhen dabei nicht für Umfahrungen geeignet. Es sei ökonomischer, große Umwege in Kauf zu nehmen, der Nutzen der Schnellfahrstrecke für den Güterverkehr sei daher zweifelhaft. Durch die Entscheidung zum Bau von Stuttgart 21 und der Schnellfahrstrecke würden die bestehenden Nachteile für den Güterverkehr zementiert werden.
Kritiker bemängelten, dass die Strecke (Trassierungsstand von 1994) den Zielen der TSI widerspreche. Diese sehe – von einzelnen Ausnahmen abgesehen – eine maximale Steigung von 35 ‰ vor, soweit das gleitende Gefälle auf einer Länge von höchstens zehn Kilometer einen Wert von 25 ‰ nicht überschreitet und das durchgehende 35-‰-Gefälle eine Länge von 6000 Metern nicht übersteige. Der Gedanke dieser Regelung sei es, Fahrzeugen zu ermöglichen, nach einer vergleichsweise kurzen Phase des Anstiegs in einem flachen Abschnitt mit Streckenhöchstgeschwindigkeit zu verkehren. Kürzere Anstiege könnten dabei im Rahmen einer Schwungfahrt ohne oder mit reduzierter Antriebsleistung durchfahren werden. Die Wahl einer fast 16 Kilometer langen Steigung von 24,5 ‰ halte die TSI formaljuristisch zwar ein, widerspreche aber ihrem Grundgedanken. Prof. Heimerl als Urheber dieser Trassierungsvariante habe sich nie zu den fahrdynamischen Aspekten geäußert; eine Diskussion über die Nachteile der Steigungen und Gefälle der Strecke habe es in der Fachwelt nicht gegeben.
Befürworter verwiesen 2005 auf fahrdynamische Berechnungen, laut denen ein mit 250 km/h in den Anstieg zur Schwäbischen Alb Richtung Ulm einfahrender ICE 3 am Scheitelpunkt noch 208 km/h schnell sei. Der Fahrzeitverlust gegenüber einer durchgehenden Fahrt mit 250 km/h betrage eine Minute. Die Beharrungsgeschwindigkeit eines solchen Zuges in 24,5 ‰ Steigung betrage rund 200 km/h.
Kritiker sahen in der starken Steigung ein Betriebshindernis für den Güterverkehr, da nur leichte Güterzüge die Strecke verwenden könnten. Selbst wenn zwei Lokomotiven vorgespannt würden, seien nur etwa 1100 t Zuggewicht in der maßgebenden 31-‰-Steigung erreichbar. Die Ausbildung des Albaufstiegs stehe auch einem Mischverkehr von Personen- und Güterzügen (tagsüber) im Weg. Mit einer voraussichtlichen Nutzung durch einen ICE je Stunde und Richtung sei eine weitgehende Personenverkehrsstrecke nicht zu rechtfertigen. Laut Angaben des Bundesverkehrsministeriums von 2010 könnten „bis auf die schweren Güterzüge – ein Großteil der üblichen Güterzüge, z.B. die prognostisch zunehmenden Containerzüge, die Strecke befahren“. Die Europäische Kommission ging 2006 davon aus, dass sich die Zahl schneller Güterzüge, die die Strecke befahren können, aufgrund technischen Fortschritts bis zur Inbetriebnahme der Strecke erhöhen werde. Laut DB-Angaben sei die mittlere Neigung von 24,47 ‰ maßgebend für die Anhängelast, soweit freie Durchfahrt im 31-‰-Abschnitt sichergestellt werden könne.
Der Verkehrsclub Deutschland (VCD) kritisierte im Jahr 2004, dass die Bedienung des Flughafenbahnhofs Stuttgart die Fahrzeiten verschlechtere. Der Halt am Flughafen, nur zwölf Kilometer vom Hauptbahnhof entfernt, verlängere die Fahrzeit zwischen den Hauptbahnhöfen Ulm und Stuttgart um fünf Minuten. Eine – im Sinne eines Integralen Taktfahrplans günstige – Fahrzeit von 30 Minuten werde dadurch überschritten.
Der VCD kritisierte damals zusätzlich die dem Planfeststellungsverfahren zugrunde liegende Kalkulation des Verkehrsaufkommens. Sie ignoriere die Verkehrsverlagerung zwischen Frankfurt am Main und München über die neue Schnellfahrstrecke Nürnberg–Ingolstadt und gehe von zu hohen Güterzugzahlen (20 Schnellgüterzüge sowie 60 Güterzüge pro Tag) aus, um die Wirtschaftlichkeitsrechnung des Projekts zu verbessern. Selbst bei Schnellgüterzügen seien die der Fahrzeitersparnis gegenüberstehenden damals höheren Trassenpreise und Energiekosten kritisch zu bewerten. Ferner blieben die Auswirkungen der Wiedervereinigung unberücksichtigt, die der Verbindung zwischen Stuttgart und München eher den Charakter einer Tangente denn einer Hauptverkehrsachse beschert habe.
Der VCD schlug 2004 vor, im Sinne eines Integralen Taktfahrplans eher die Streckenabschnitte zwischen Ulm und Augsburg sowie zwischen Augsburg und München auszubauen. Zwischen Ulm und Stuttgart schlug er eine Alternativtrasse vor. Demnach solle der bereits heute weitgehend mit etwa 150 km/h befahrbare Abschnitt zwischen Stuttgart und Göppingen teilweise für 160 km/h ertüchtigt werden. Ab Göppingen sah die Trasse einen Ausbau für 250 km/h vor, an die sich eine gleich schnell befahrbare Schnellfahrstrecke zwischen Amstetten (Württ) und Ulm anschließt. Deren Gradiente sollte 12,5 ‰ nicht übersteigen, in einzelnen Abschnitten bis 15,5 ‰. Zur Entmischung schneller und langsamer Verkehre sah die Trasse zwischen den Hauptbahnhöfen eine durchgehende Viergleisigkeit vor, im Fernverkehr die Nutzung aktiver Neigetechnik zwischen Untertürkheim und Göppingen, mit einer durchgehenden Fahrgeschwindigkeit von 160 km/h. Der Verband gab den Fahrzeitgewinn im Fernverkehr gegenüber der Bestandsstrecke mit rund 20 Minuten an.
Das Büro Vieregg-Rössler beurteilte in einer Studie im September 2010 die Schnellfahrstrecke als nicht güterzugtauglich konzipiert. Als Gründe nannten die Gutachter die hohe Steigung, fehlende Zwischenwände in den kurzen zweigleisigen Tunnels, die den Begegnungsverkehr zwischen ICE und Güterzug ausschließen, fehlende Überholmöglichkeiten und den großen Höhenunterschied am Stück von 370 Metern. Allenfalls nachts zwischen letztem und erstem ICE könne Güterverkehr stattfinden. Dies stelle die Wirtschaftlichkeitsberechnungen der Schnellfahrstrecke in Frage.
Laut Berechnungen der Fahrzeugindustrie seien ICE 1, ICE 2 und ICE T wegen der thermischen Auslegung von Antrieb und Bremse nicht geeignet, über die Strecke zu fahren. Dem widersprach die Deutsche Bahn.
Kritiker machten geltend, die Streckenplanung werde die Beschaffung der neuen ICx-Züge (nunmehr ICE 4) verteuern, weil die Züge nun eine 31 ‰ steile Rampe mit „unendlicher“ Länge befahren können müssten.